# Troleibuz
     Țări cu rețele de troleibuz în funcțiune, inclusiv sisteme BRT
     Țări cu rețele de troleibuz în funcțiune, fără sisteme BRT
     Țări cu rețele de troleibuz planificate
     Țări care au avut rețele de troleibuz în trecut
     Țări care nu au avut niciodată rețele de troleibuz

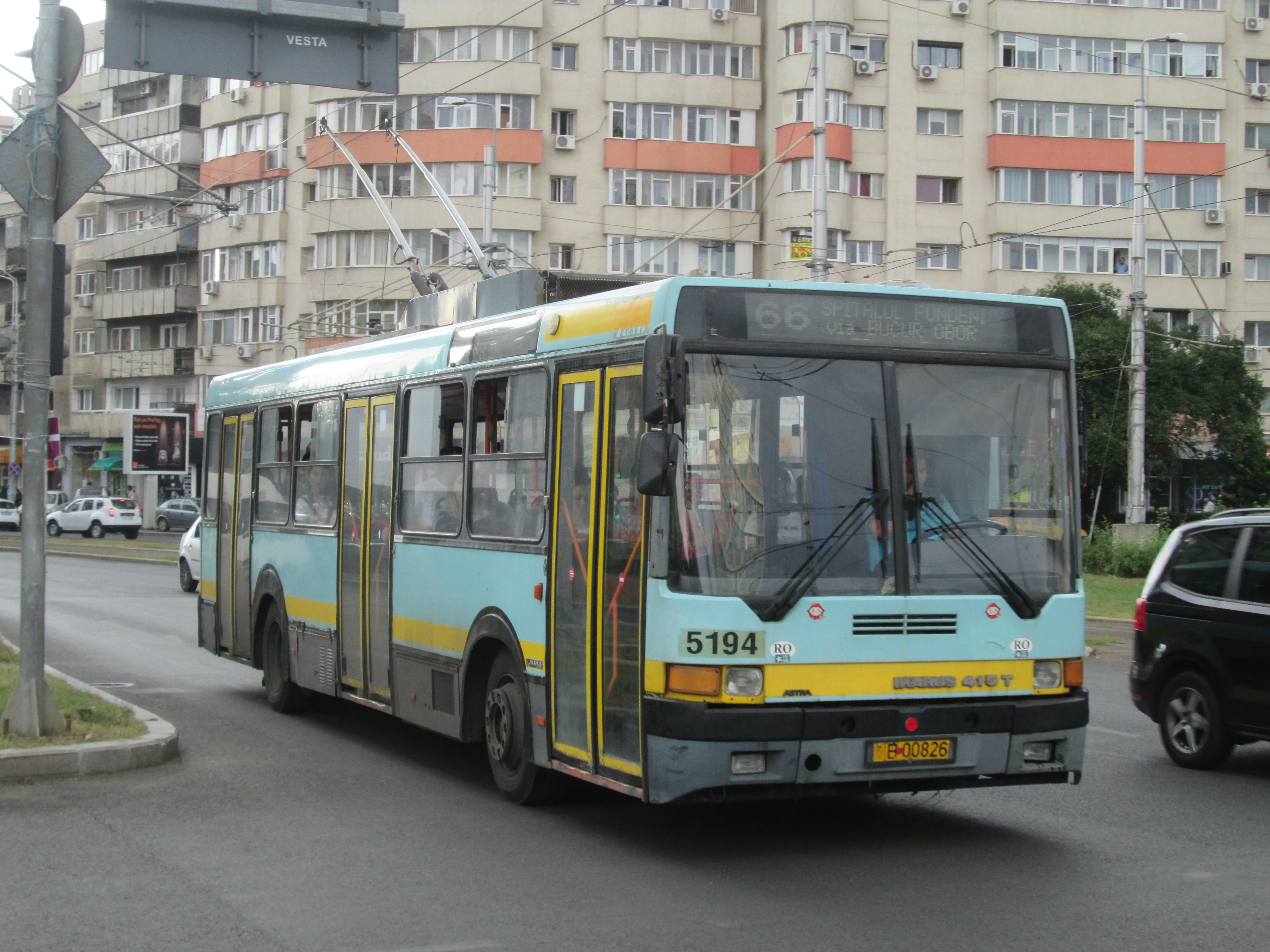
Un troleibuz Ikarus 415T pe linia 66, în București, România

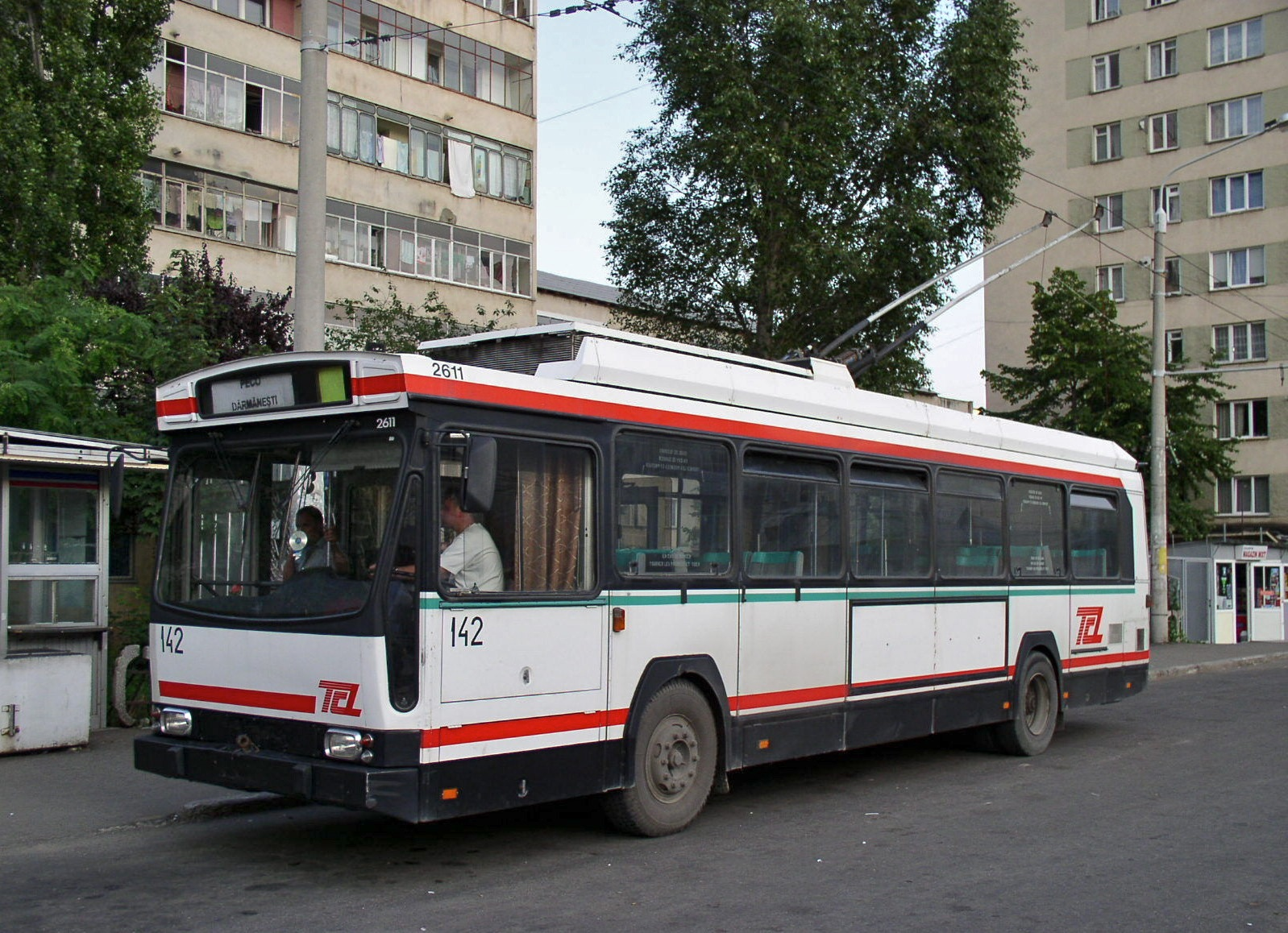
Troleibuz Renault ER100 în Piatra Neamț, România

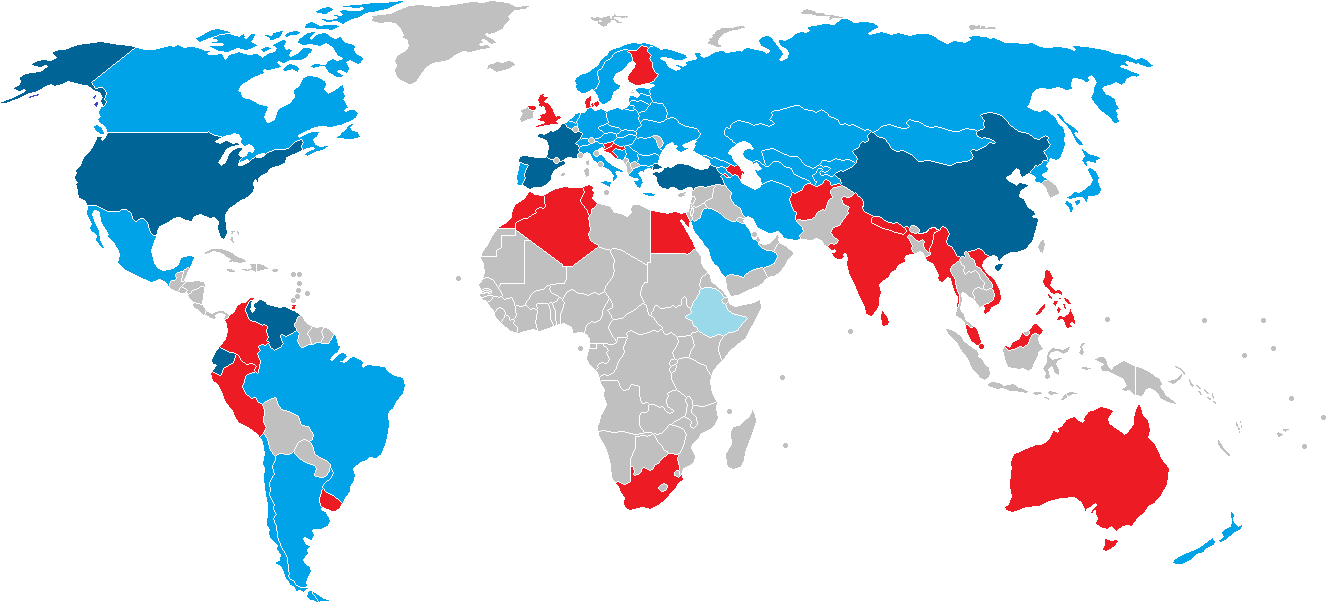
Rețele de troleibuze în lume:
Țări cu rețele de troleibuz în funcțiune, inclusiv sisteme BRT
Țări cu rețele de troleibuz în funcțiune, fără sisteme BRT
Țări cu rețele de troleibuz planificate
Țări care au avut rețele de troleibuz în trecut
Țări care nu au avut niciodată rețele de troleibuz

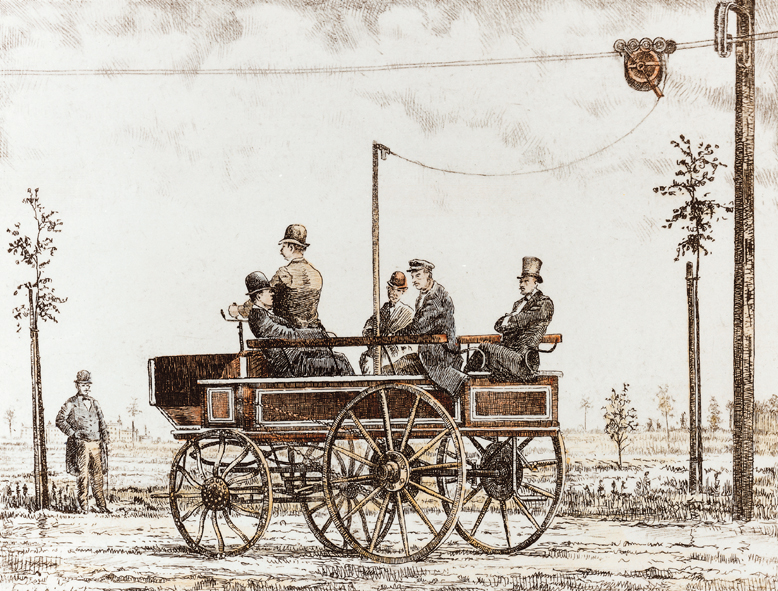
Așa numitul „Elektromote” este considerat primul precursor al troleibuzelor, Berlin, 1882.

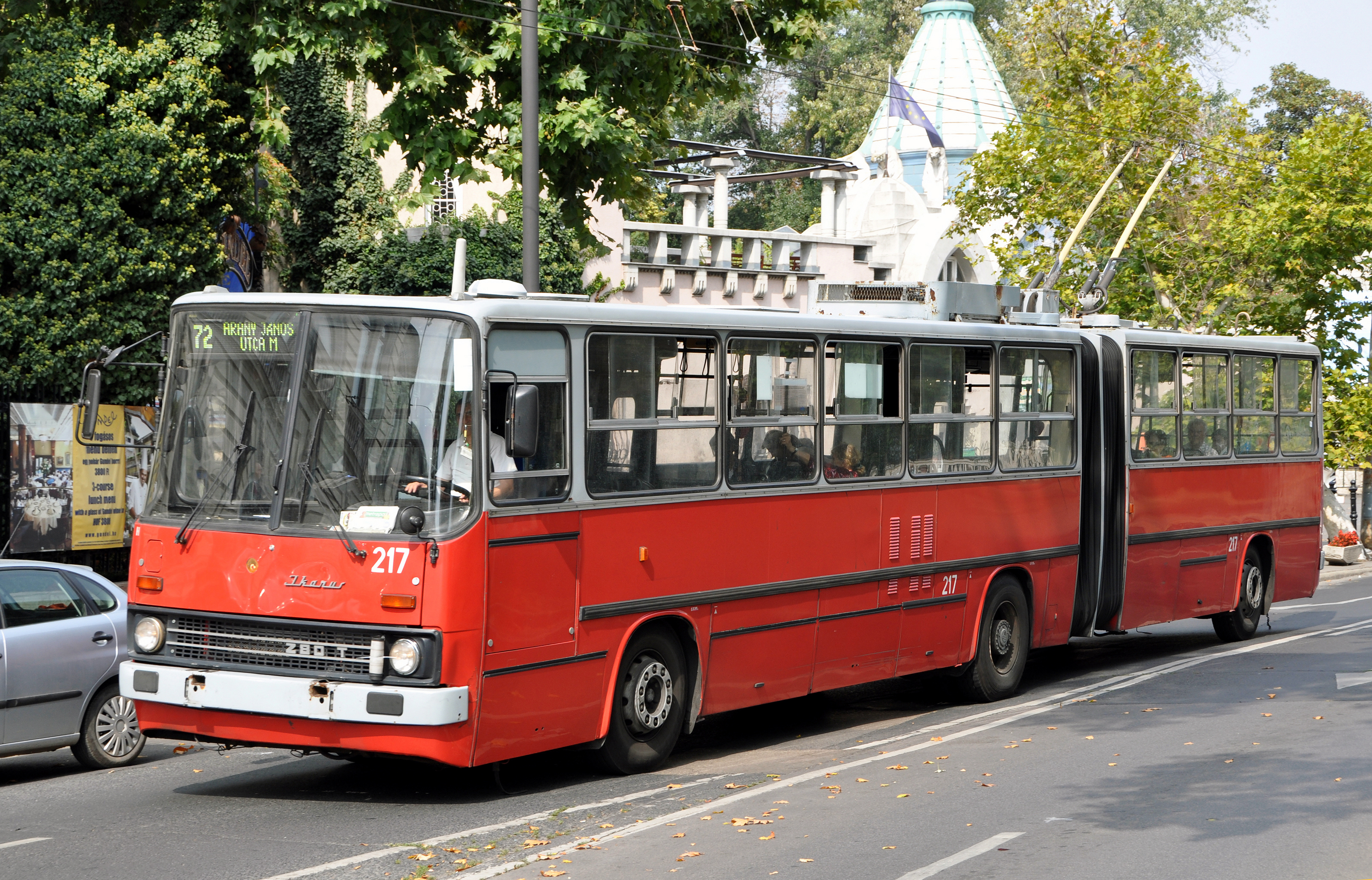
Troleibuz articulat Ikarus 280T

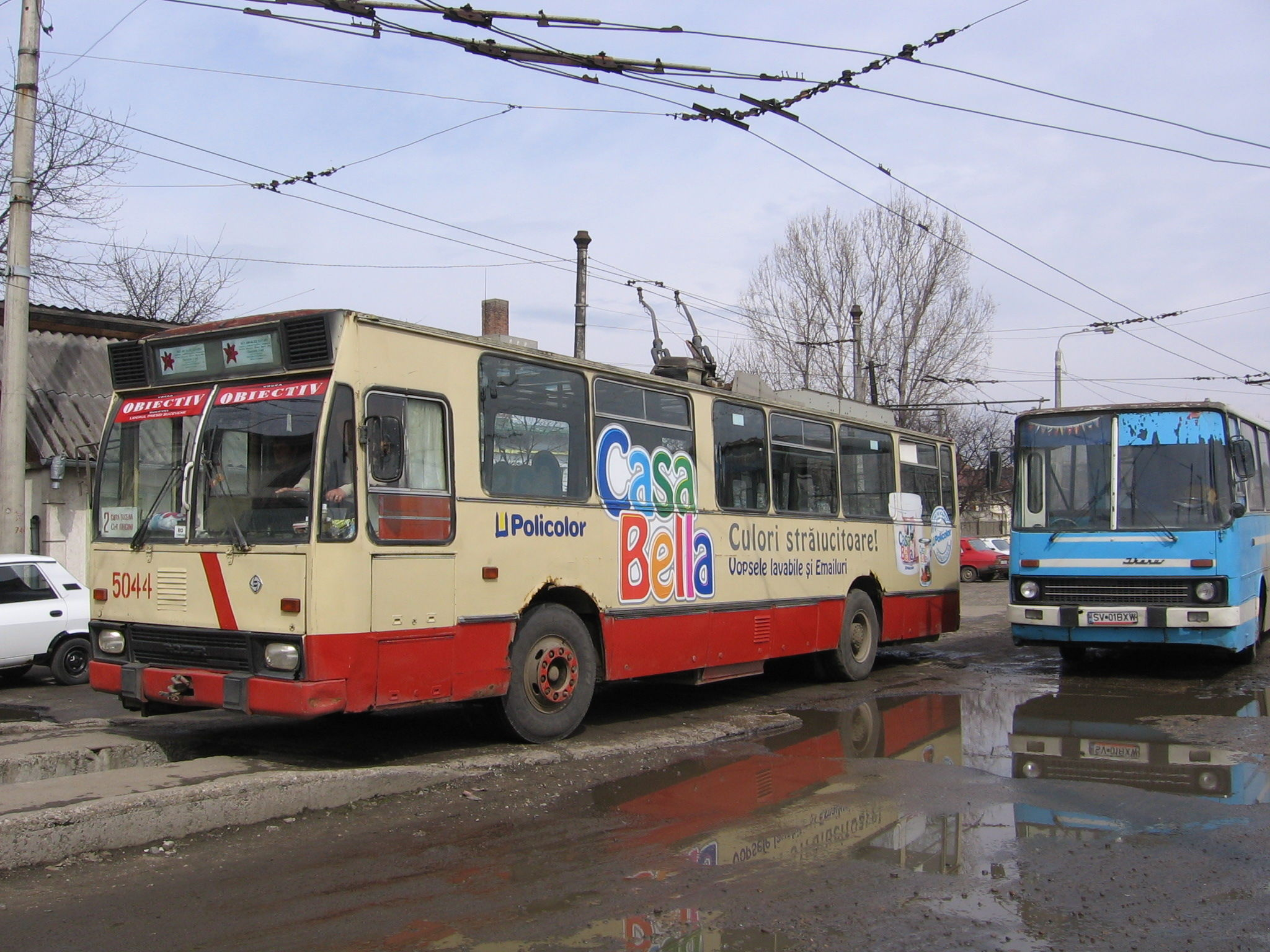
Troleibuz Rocar în Suceava, România, 2006

Troleibuzul este un vehicul electric de transport în comun. Acest vehicul folosește, de cele mai multe ori, același șasiu (cu anumite modificări) și o caroserie asemănătoare cu cea a unui autobuz; totuși troleibuzul nu este propulsat de un motor termic, ci de unul sau mai multe motoare electrice. Curentul electric necesar funcționării motorului este furnizat de două linii aeriene de contact, numite și bifilare. Troleibuzele sunt astfel legate de traseul liniilor de contact. Trebuie menționată deosebirea dintre troleibuze și autobuzele electrice care funcționează pe baza curentului electric furnizat de baterii.
Primele rețele de troleibuz au apărut la începutul secolului XX. La ora actuală în lume există aproximativ 310 rețele de troleibuz în 47 de state. Cele mai multe se găsesc în Europa Centrală și de Est (fostele state socialiste), în statele CSI (fostele state ale Uniunii Sovietice), în China, Coreea de Nord,Republica Moldova, Italia și Elveția. În jur de 550 de rețele au fost dezafectate, mai ales în Europa de Vest, unde troleibuzele au cunoscut înflorirea în perioada anilor 1950 și 1960. În 30 de țări nu mai circulă nici un fel de troleibuze.

## Caracteristici tehnice
Alimentarea cu energie se face prin intermediul unor captatoare numite trolee (singular: troleu), contacte glisante montate la capătul unor tije metalice lungi, ce culisează pe „linia de contact”. Aceasta este compusă din două sârme de cupru paralele, cu diametrul de circa 8 – 10 mm, întinse pe suporți speciali fixați pe stâlpi, aflate la circa 4 – 5 m deasupra tramei stradale. Prin aceste fire troleibuzele sunt alimentate cu tensiune continuă de 600 - 800 V.
Reglajul vitezei se face la modelele mai vechi prin varierea tensiunii de excitare a motorului de propulsie printr-un sistem de rezistențe comutabile (asemănător tramvaielor), iar la modelele recente prin sisteme de reglare electronică. Frânarea se face similar unui autobuz obișnuit, pneumatic sau pneumo-hidraulic, troleibuzele fiind echipate în acest scop cu compresoare acționate electric. Climatizarea salonului de transport se face de asemenea cu aeroterme și ventilatoare acționate electric.
Troleibuzul are capacități de transport similare autobuzelor, el fiind mai puțin poluant. La locul de exploatare (în orașe) poluarea este zero, dar și curentul electric este deseori produs în centralele termice prin procedee poluante. Dacă se folosește exclusiv curent electric produs din cărbune sau păcură, atunci în ansamblu poluarea este similară cu a unui autobuz cu motor diesel. Troleibuzul este mult mai silențios decât un autobuz, ceea ce crește calitatea zonei prin care trece (dar numai dacă pe aceeași arteră nu circulă și autobuze). Pe de altă parte un vehicul silențios este mai dificil de sesizat de către bicicliști și pietoni. Troleibuzul este mai puțin flexibil atunci când au loc lucrări de reabilitare a drumului sau șantiere care duc la închiderea temporară a căii rutiere (ex. lucrările la linia de metrou M5 din București: în perioada 2012-2015 este afectată linia de troleibuz din cartierul Drumul Taberei).
Deosebim troleibuze simple (cu o singură secțiune, numite și „solo”), articulate (cu 2 secțiuni) și chiar dublu articulate (cu 3 secțiuni). Legătura între secțiuni se face printr-o zonă circulabilă protejată printr-un burduf (burduf = învelitoarea elastică de pânză, cauciuc etc. a spațiului de comunicație dintre secțiuni). Există și troleibuze cu remorcă, fără o zonă circulabilă între vehiculul tractor și remorcă, dar aceste modele sunt din ce în ce mai rare.
Troleibuzele moderne permit recuperarea energiei electrice la frânare. Aceasta poate fi utilizată de către consumatori auxiliari ai troleibuzului sau de către alte troleibuze aflate în circulație pe sectorul respectiv (de exemplu un troleibuz, care coboară o pantă și frânează, furnizează energia necesară urcării pentru un alt troleibuz mergând în sens opus pe aceeași secțiune).

## Numere de înmatriculare
Dependența de un traseu predefinit, asemănător vehiculelor pe șine, a determinat numeroase state să nu impună obligativitatea înmatriculării troleibuzelor. În 28 din 47 de state nu este prevăzută obligația de a avea plăcuțe de înmatriculare. Este cazul Elveției și a celor mai multe țări foste socialiste (din Europa de est). În schimb există obligația inscripționării vizibile pe exteriorul vehiculelor a indicativului (un număr de operare, acordat de către regia care exploatează vehiculele). În general indicativul este afișat oricum, adică inclusiv în statele unde vehiculele trebuie înmatriculate.
| fără plăcuțe de înmatriculare în Europa        | BG  | BY | CH1 | CZ | EST | GR | H   | LV | MD  | P2  | RO3 | RUS2 | SK | SRB | UA |
| fără plăcuțe de înmatriculare în afara Europei | ARM | GE | IR  | J  | KP  | KS | KSA | KZ | MEX | MGL | RA  | TJ   | UZ |     |    |

1 = cu excepția autobuzelor duo (tracțiune electrică și diesel integrale), în schimb troleibuzele cu motor auxiliar (tracțiune diesel doar în caz de avarie și cu viteză mică) nu au nevoie de plăcuțe de înmatriculare.
2 = cu excepția troleibuzelor cu motor auxiliar.
3 = parțial numere orășenești, de fapt numerele de inventar ale fiecărui oraș. Pe de altă parte nici troleibuzele duo nu sunt obligate să aibă număr de înmatriculare în România.
| cu plăcuțe de înmatriculare în Europa        | A  | BIH | D  | E  | F   | I5  | LT6 | N  | NL | PL | S |
| cu plăcuțe de înmatriculare în afara Europei | BR | CND | EC | NZ | RC4 | RCH | USA | YV |    |    |   |

4 = cu excepția troleibuzelor după sistemul Translohr din Tianjin.
5 = în Italia până în anii 1950 numere de înmatriculate normale, apoi fără numere, apoi din 1984 numere de înmatriculare ale fiecărei provincii italiene. Excepție Cagliari, acolo până azi fără plăcuțe de înmatriculare.
6 = plăcuțe de înmatriculare începând din 2006.

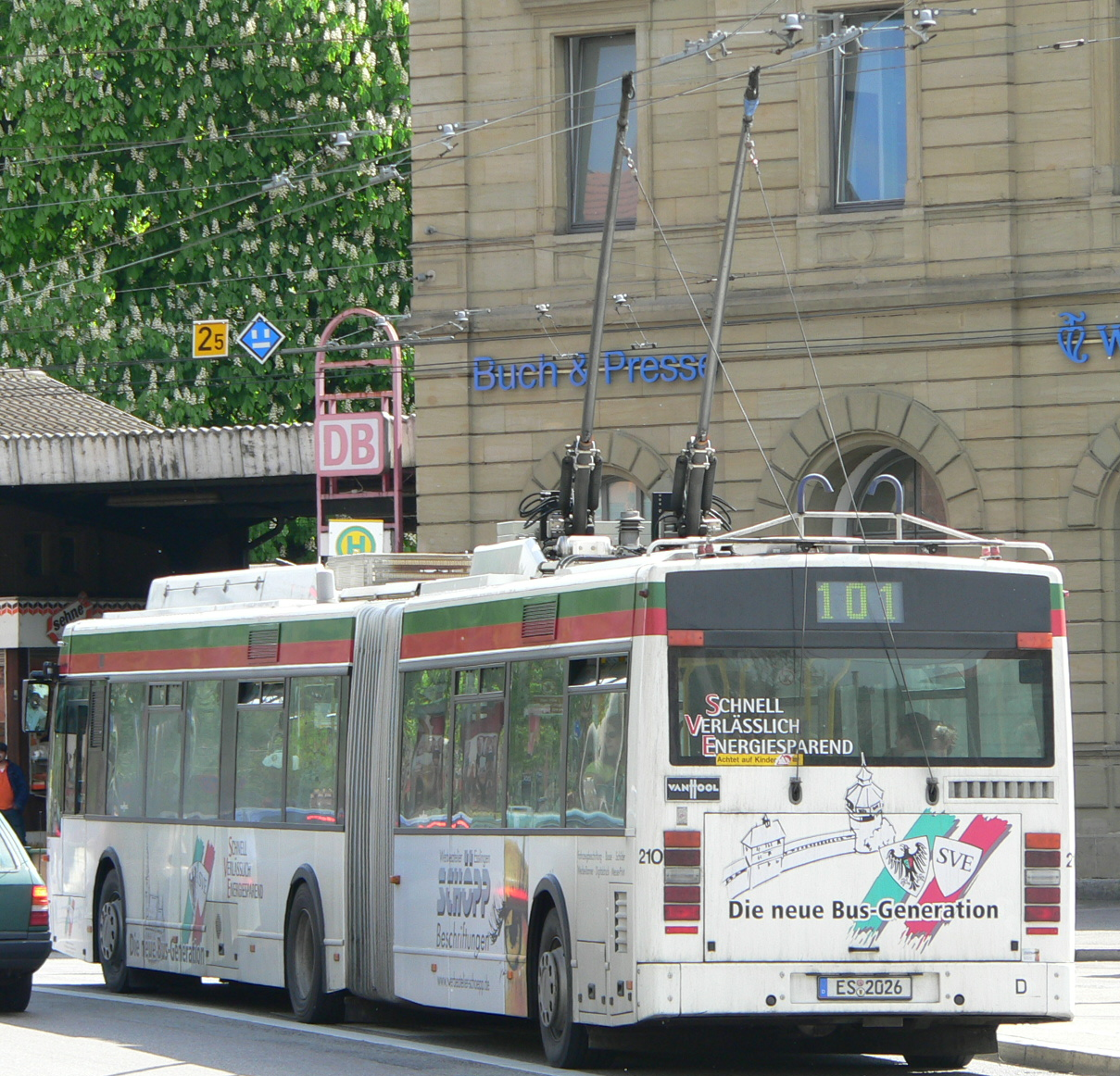
Troleibuz în Esslingen am Neckar (lângă Stuttgart), Germania, cu plăcuțe de înmatriculare.
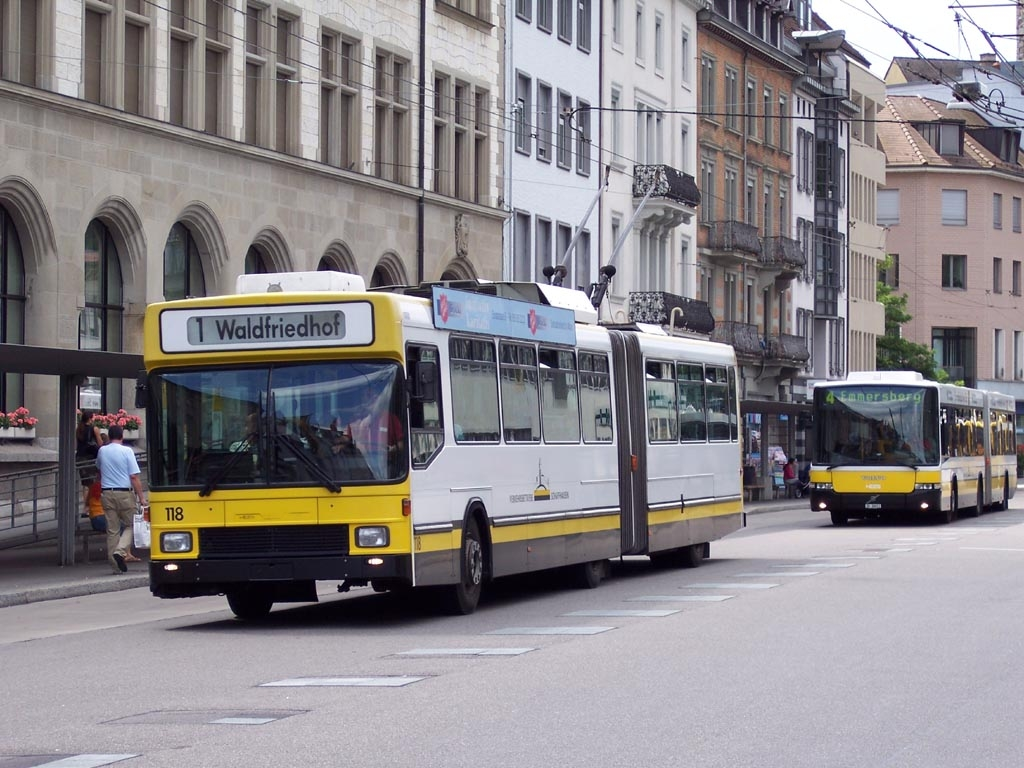
Elveția: Troleibuz fără plăcuțe de înmatriculare, în fața unui autobuz cu plăcuțe de înmatriculare.
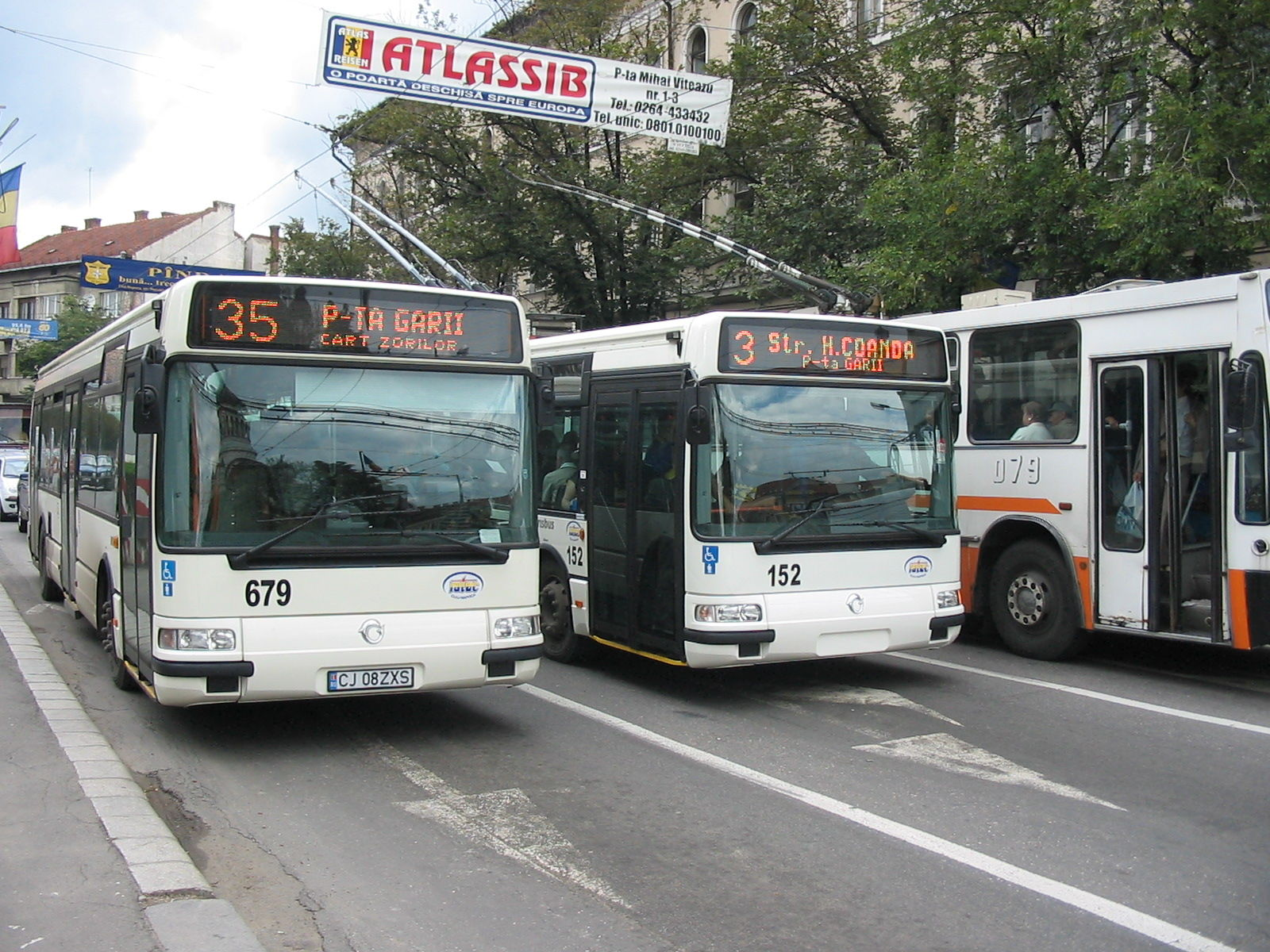
În România troleibuzele nu au nevoie de numere de înmatriculare...
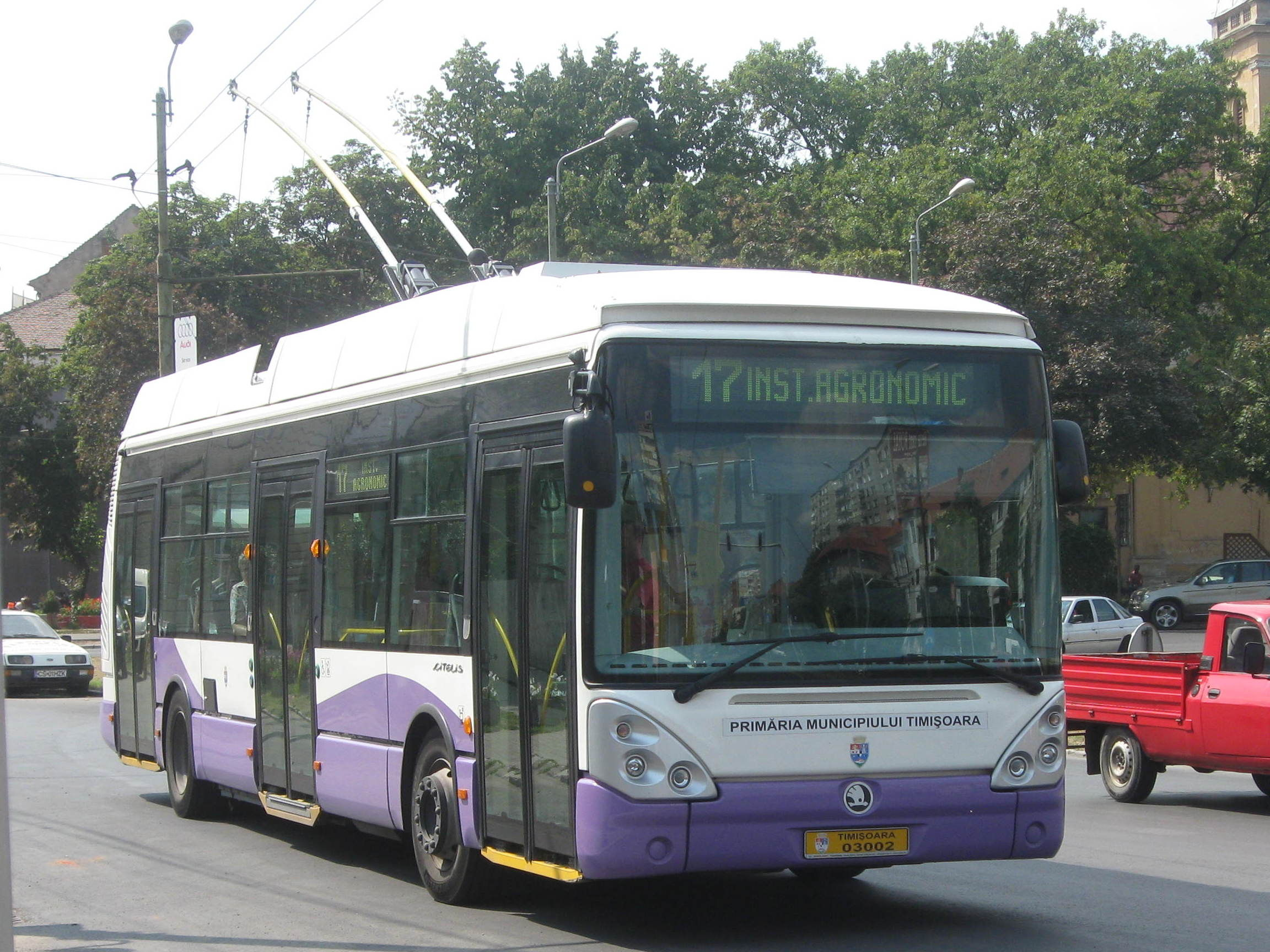
...dar în unele orașe se folosesc numere locale în locul lor, precum aici la Timișoara.
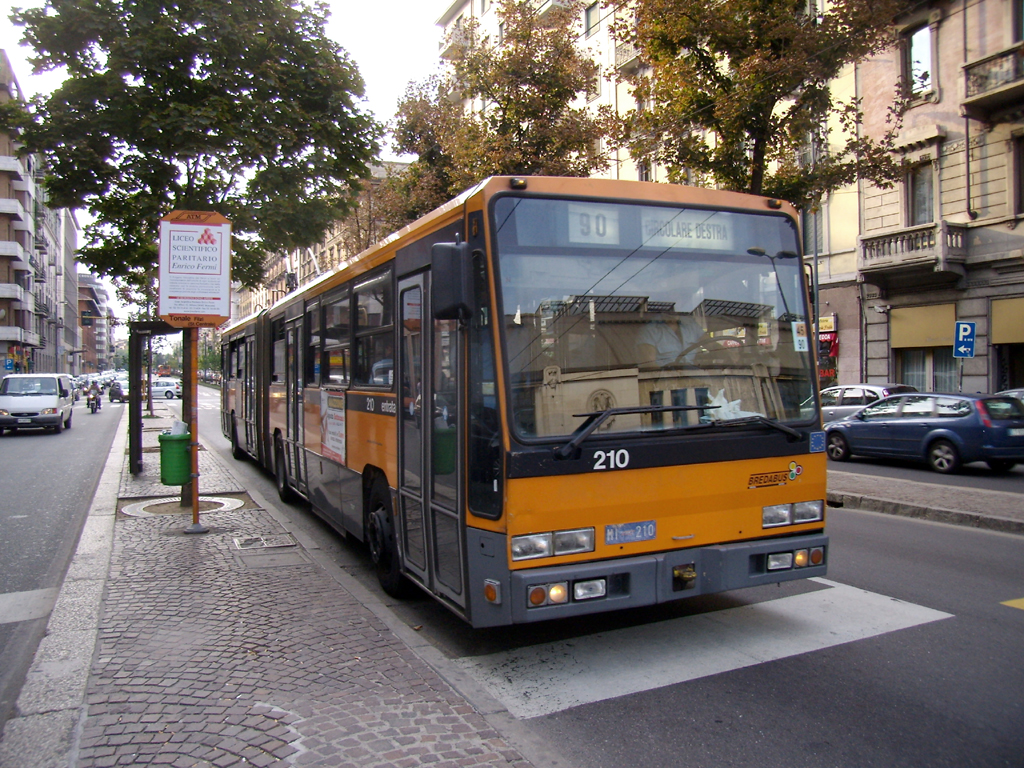
Troleibuz în Italia cu numere albastre ale provinciei.

## Aspecte economice

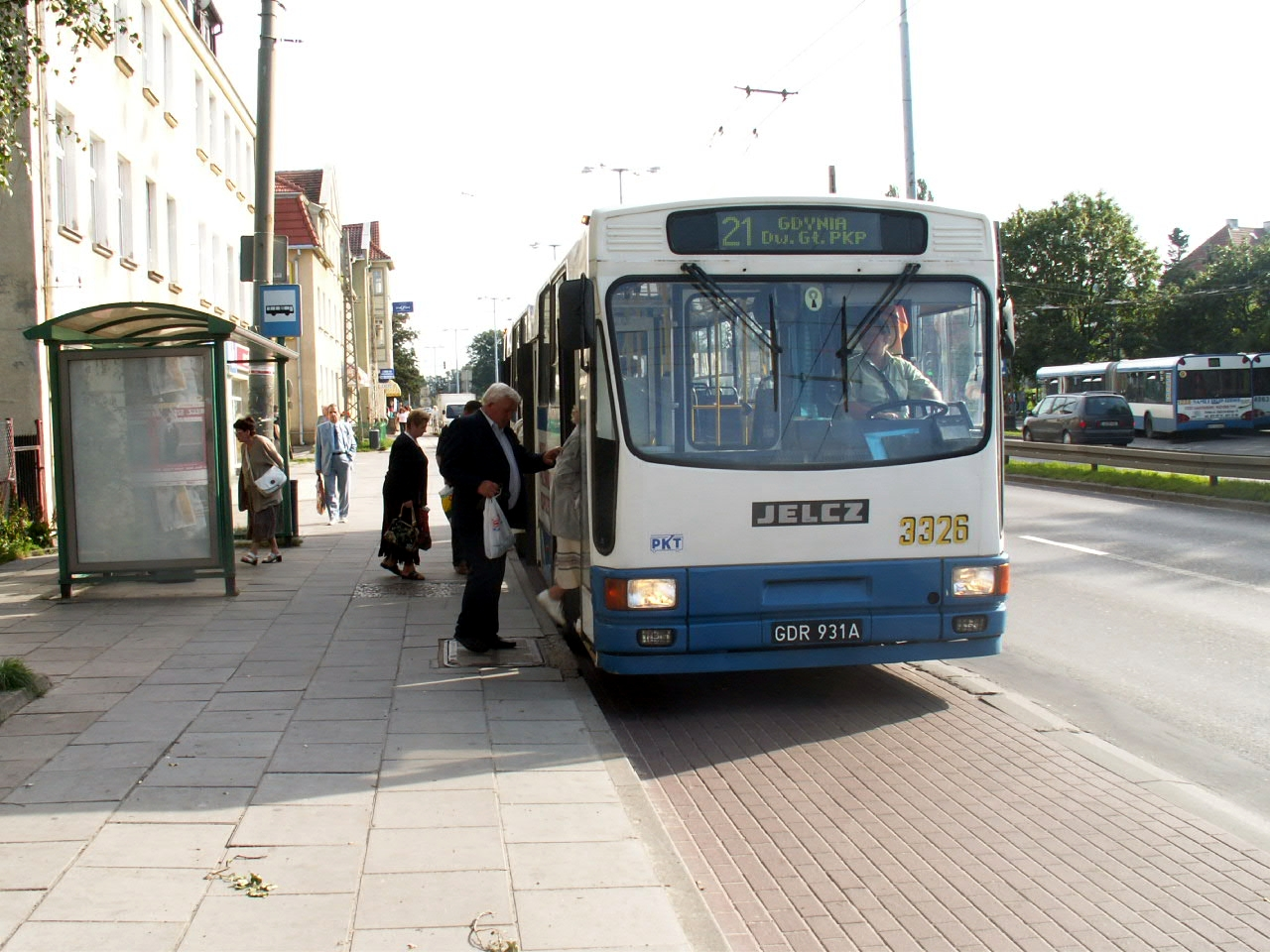
Troleibuzele pot părăsi mai repede stațiile (mai ales cele cu alveolă), față de un autobuz

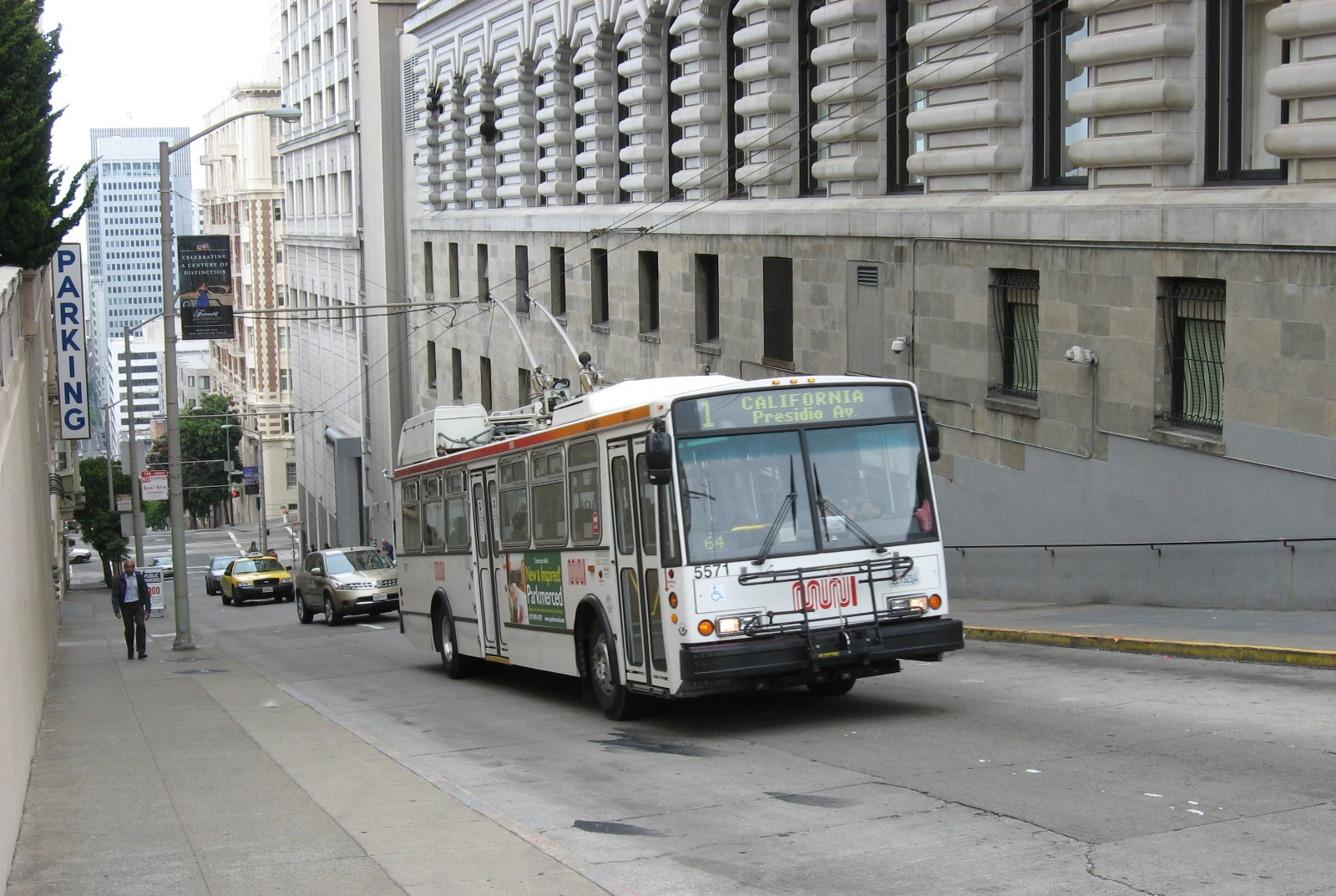
Troleibuzele prezintă avantaje pe rute cu declivitate (înclinare) accentuată, aici pe străzile în pantă din San Francisco

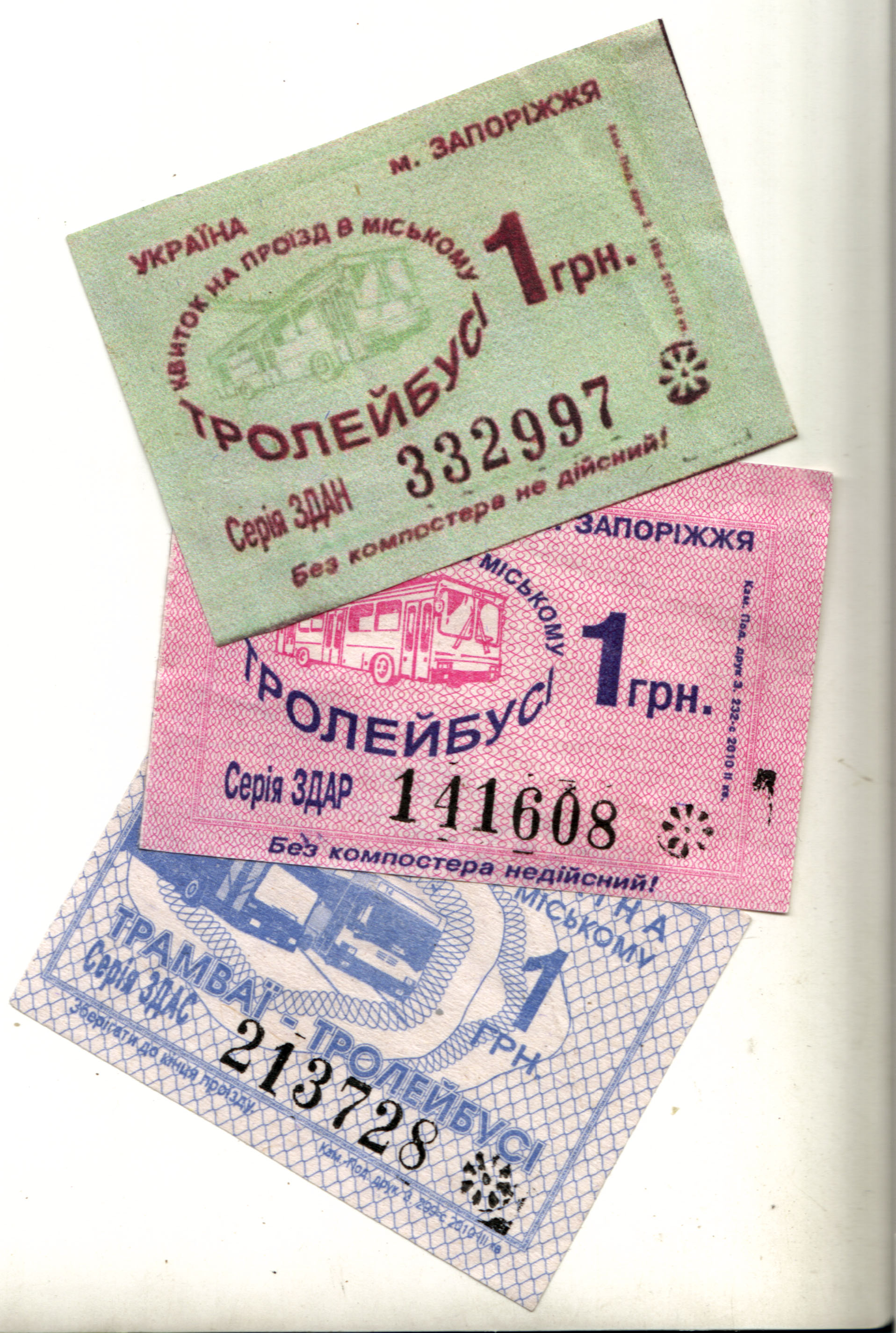
Bilete de troleibuz din Ucraina

### Considerații generale și beneficii
Troleibuzele moderne au o putere maximă de peste 700 kilowați și o accelerație în general superioară automobilelor. Acest aspect are un efect pozitiv în planificarea circuitelor. Se pot obține timpi mai scurți între două stații și astfel un parcurs mai scurt. Pe linii lungi cu multe opriri la semafoare, respectiv multe stații se pot astfel economisi curse. Un plan gândit inițial pentru autobuzele mai lente poate fi respectat cu o mai mare punctualitate de către troleibuze și astfel exploatarea este mai stabilă. De asemenea, accelerația mai puternică permite o ieșire mai rapidă și mai facilă din alveolele stațiilor și încadrarea imediată în viteza de curgere a traficului. Același avantaj se evidențiază la intersecțiile nesemaforizate, unde troleibuzul trebuie să acorde prioritate. Nu în ultimul rând, atunci când stau pe loc, troleibuzele nu consumă energie, iar pe timp de iarnă sunt imediat apte de drum, chiar și la temperaturi negative. În zonele parcurse de troleibuze crește calitatea locuirii, mai ales pe străzile înguste.
Notă legată de troleibuzele din România: Unele avantaje rezultate în urma studiilor din Germania și Elveția, cum ar fi accelerația mai bună și de aici viteza superioară, nu sunt fructificate în România. Calitatea rețelei electrice de contact impune restricții de viteză. Mai ales macazurile și încrucișările trebuie parcurse cu viteză redusă, deși există soluții pentru ca acestea să fie parcurse fără reducerea vitezei. În plus comanda macazurilor aeriene nu este automatizată, fiind necesară frânarea și apoi parcurgerea accelerată a unui patine de comandă. De exemplu la Galați macazurile trebuie parcurse cu viteza de 5 km/h, iar patina de comandă tot cu 5 km/h pentru a comuta pe direcția abaterii. Un alt avantaj nefructificat este cel al poluării fonice reduse. Mai ales în București, pe un număr însemnat de trasee parcurse de troleibuze, circulă și autobuze cu motor Diesel (de exemplu traseul liniei 61 este în totalitate dublat de autobuze).

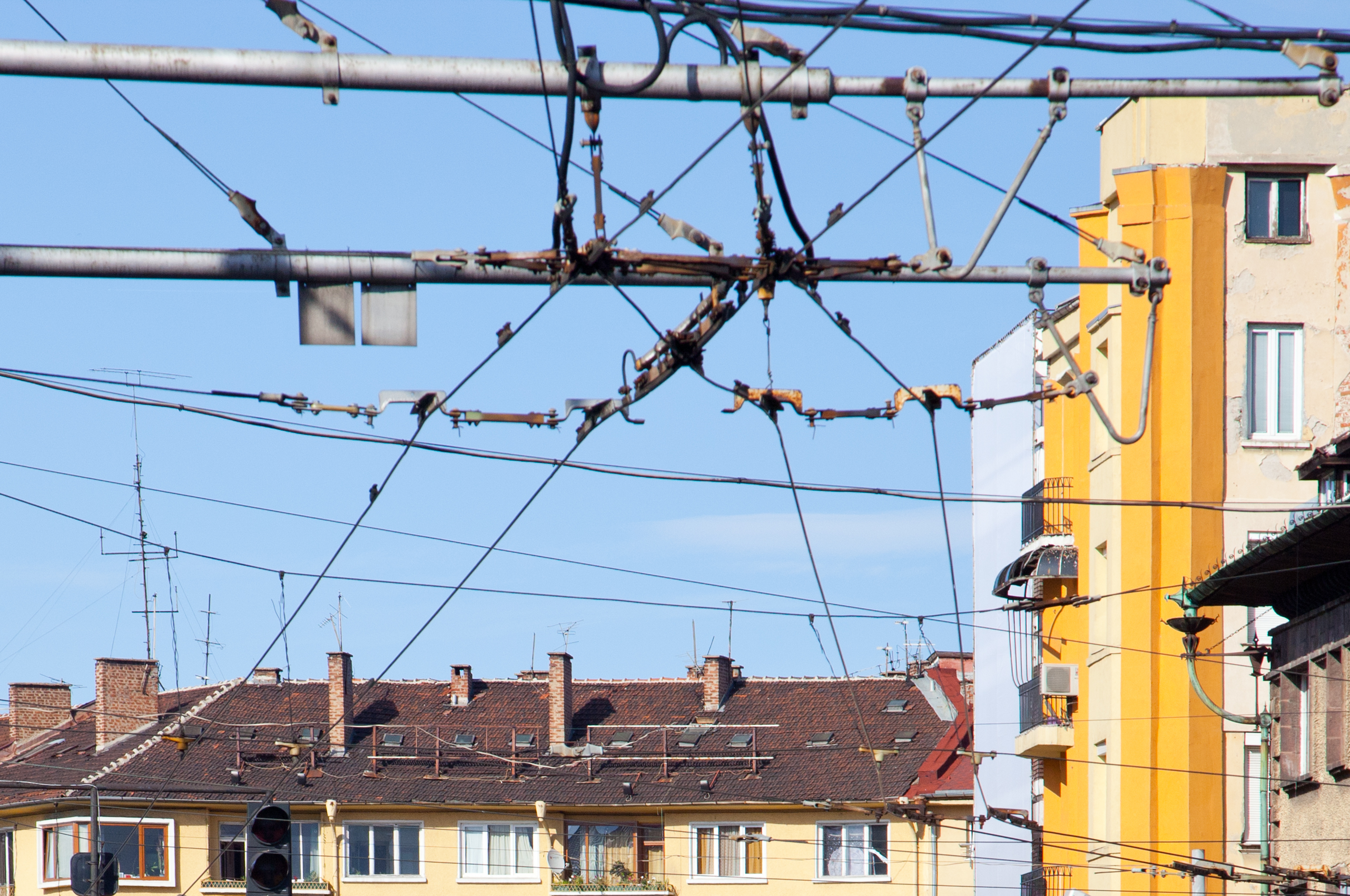
Macaz aerian tip bulgăresc, simetric
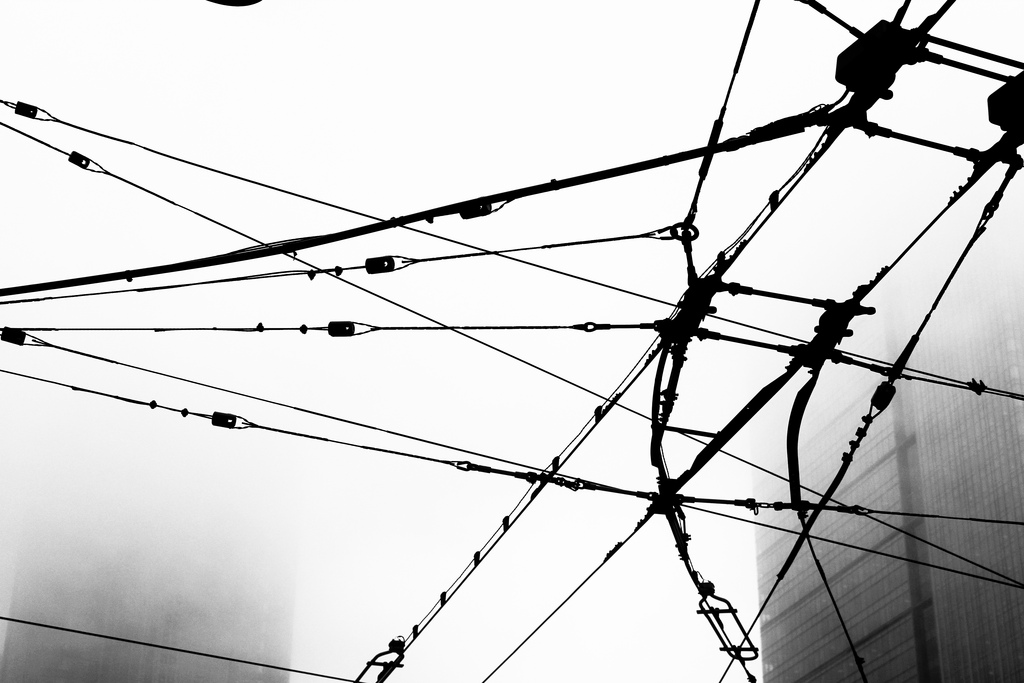
Macaz aerian în Seattle, SUA
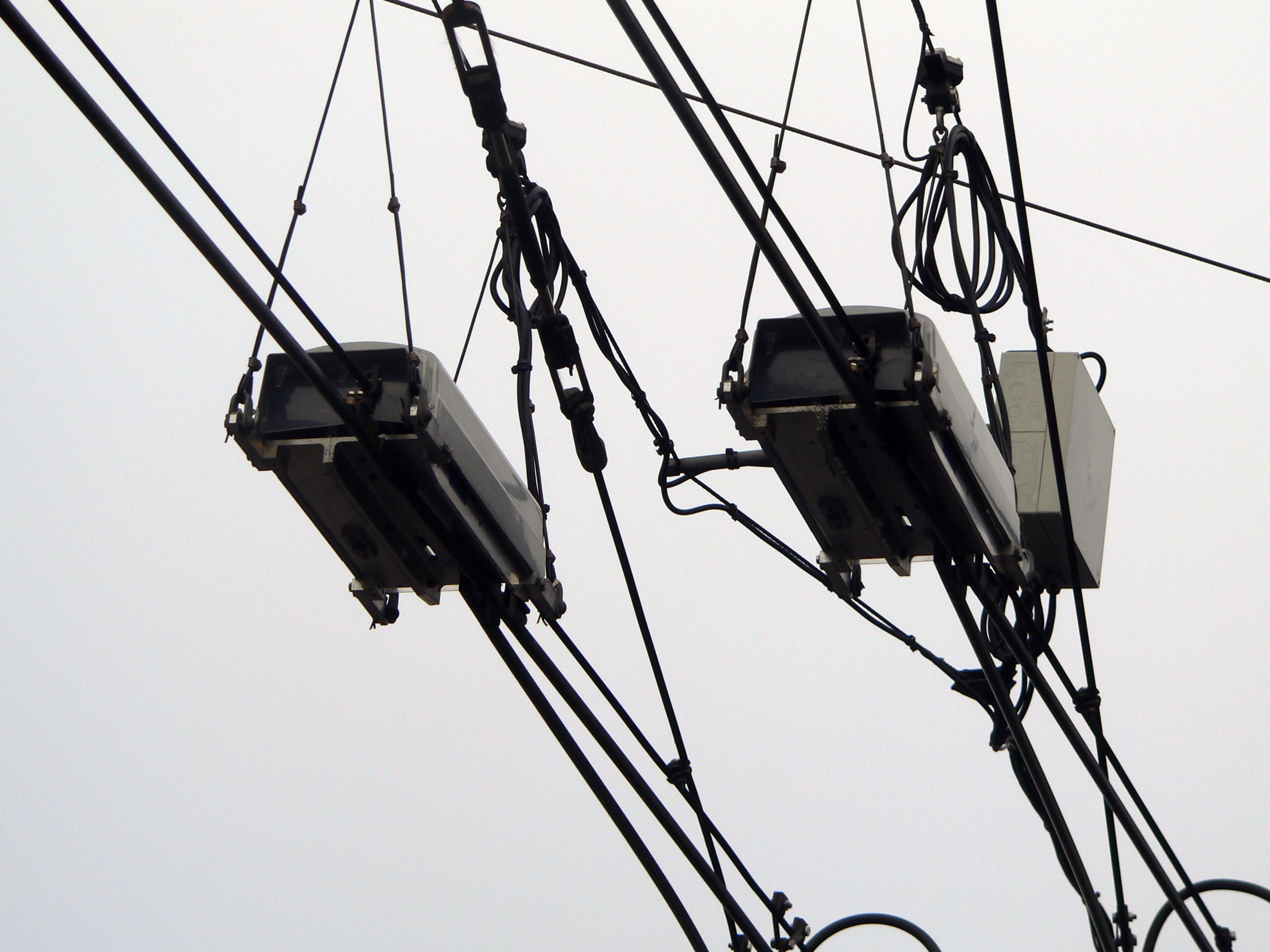
Macaz de viteză. Se observă unghiul mic al abaterii
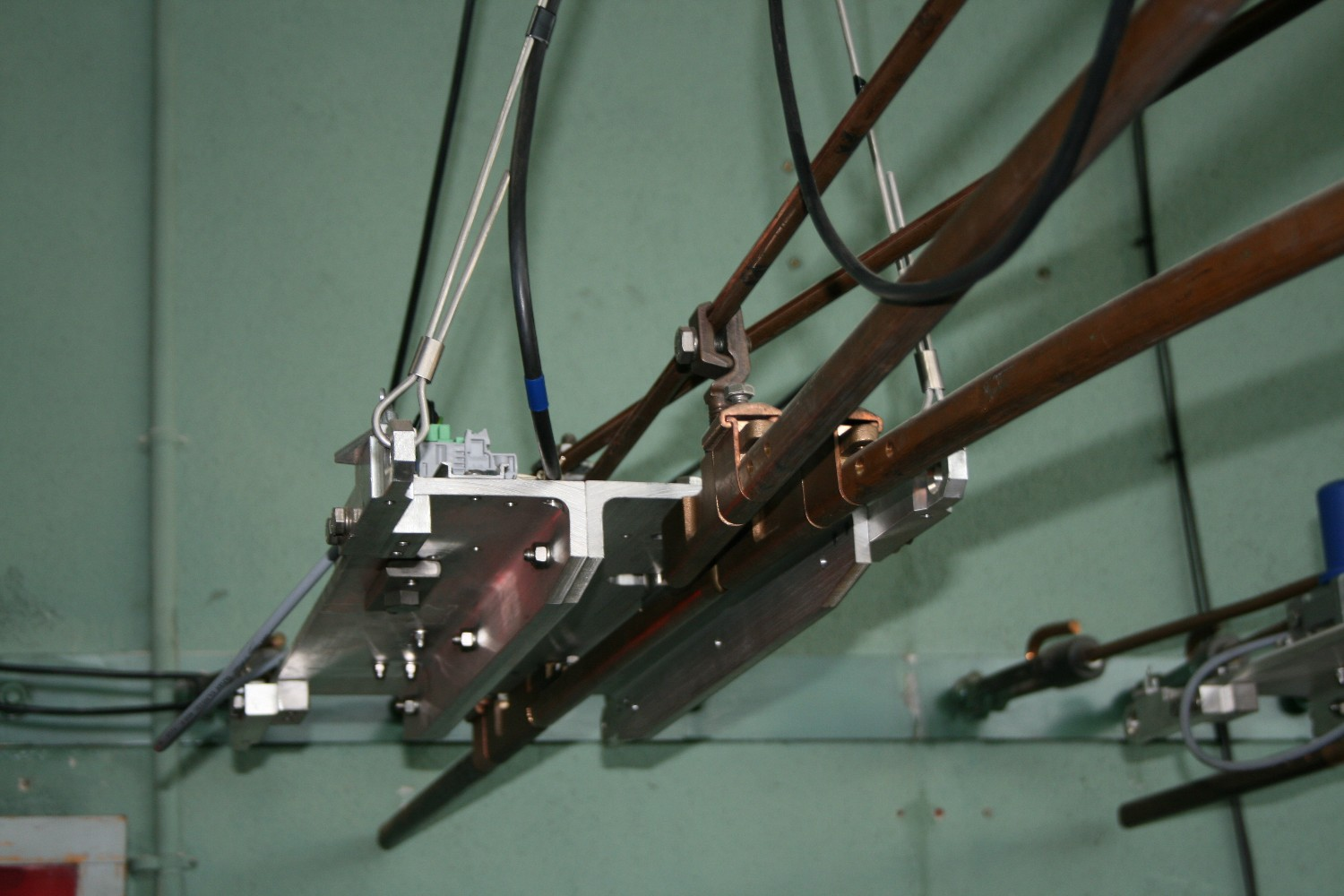
Detaliu cu limbile unui macaz aerian de viteză

Troleibuzele se pot utiliza cu ușurință în zonele dificile din punct de vedere topografic (înclinare mare a terenului) și oferă în această privință o serie de avantaje față de autobuze. Același lucru este valabil pentru utilizarea în condiții de iarnă, în special la troleibuzele cu două motoare. În plus, troleibuzele permit o exploatare electrică chiar și pe secțiuni foarte abrupte, în timp ce căile ferate sunt utilizabile de regulă numai până la pante de 100‰ (‰ = la mie. Exemplu 100‰ = 10%). Cea mai mare pantă a unei linii de tramvai fără cremalieră se găsește probabil la Lisabona. Linia 28 între Praça Luís de Camões și Rua Conceição în cartierul Baixa Pombalina are o pantă maximă de 135‰. În schimb la troleibuze recordul se regăsește pe linia de troleibuz 24, în San Francisco, cu o secțiune abruptă de 228‰ (adică 22,8%). Troleibuzele ating viteze superioare autobuzelor pe urcările abrupte, mai ales la pornirea de pe loc în astfel de zone. Pe lângă aceste aspecte, troleibuzele pot circula mai ușor în zone înguste și curbate. Acest lucru poate să conteze la alegerea traseului în zonele centrelor vechi, cu străzi înguste și unde se cere un mijloc de transport silențios și lipsit de noxe. Un avantaj special rezultă în orașele aflate la altitudini mai mari, unde scade randamentul motoarelor pe bază de ardere, datorită aerului rarefiat și deci cu mai puțin oxigen.
Un alt avantaj față de sistemele de transport în comun pe șine este timpul mai scurt de realizare. Dacă în cazul troleibuzelor pentru planificare și construcție sunt necesari între 2 și 4 ani, în cazul unei linii de tramvai de regulă se scurg între 10 și 20 de ani între momentul primelor studii de pre-fezabilitate și inaugurare. Construcția propriu-zisă a unei linii de troleibuz necesită doar montarea rețelei aeriene, ceea ce durează 6-12 luni. În plus, pe durata construcției nu apar impedimente deosebite - acest lucru contează mai ales în zonele comerciale din centru, unde construcția unei linii de tramvai poate duce la închiderea provizorie a magazinelor și restaurantelor.
În România mijloacele de transport în comun sunt scutite de impozitul auto. În alte țări însă lucrurile stau altfel. De regulă impozitul pentru mijloacele de transport electrice este mult mai mic decât la cele cu motoare Diesel. În Suedia de exemplu, impozitul anual pentru un autobuz este de 20.400 de coroane suedeze, pe când pentru un troleibuz de numai 930 de coroane suedeze. În Germania troleibuzele sunt scutite de impozit începând cu 01.05.1955. Ca urmare a unei incidențe reduse a accidentelor de circulație, primele anuale de asigurare obligatorie pentru un troleibuz (RCA) costă cu până la 50% mai puțin decât pentru un autobuz.

### Costul achiziției de vehicule noi

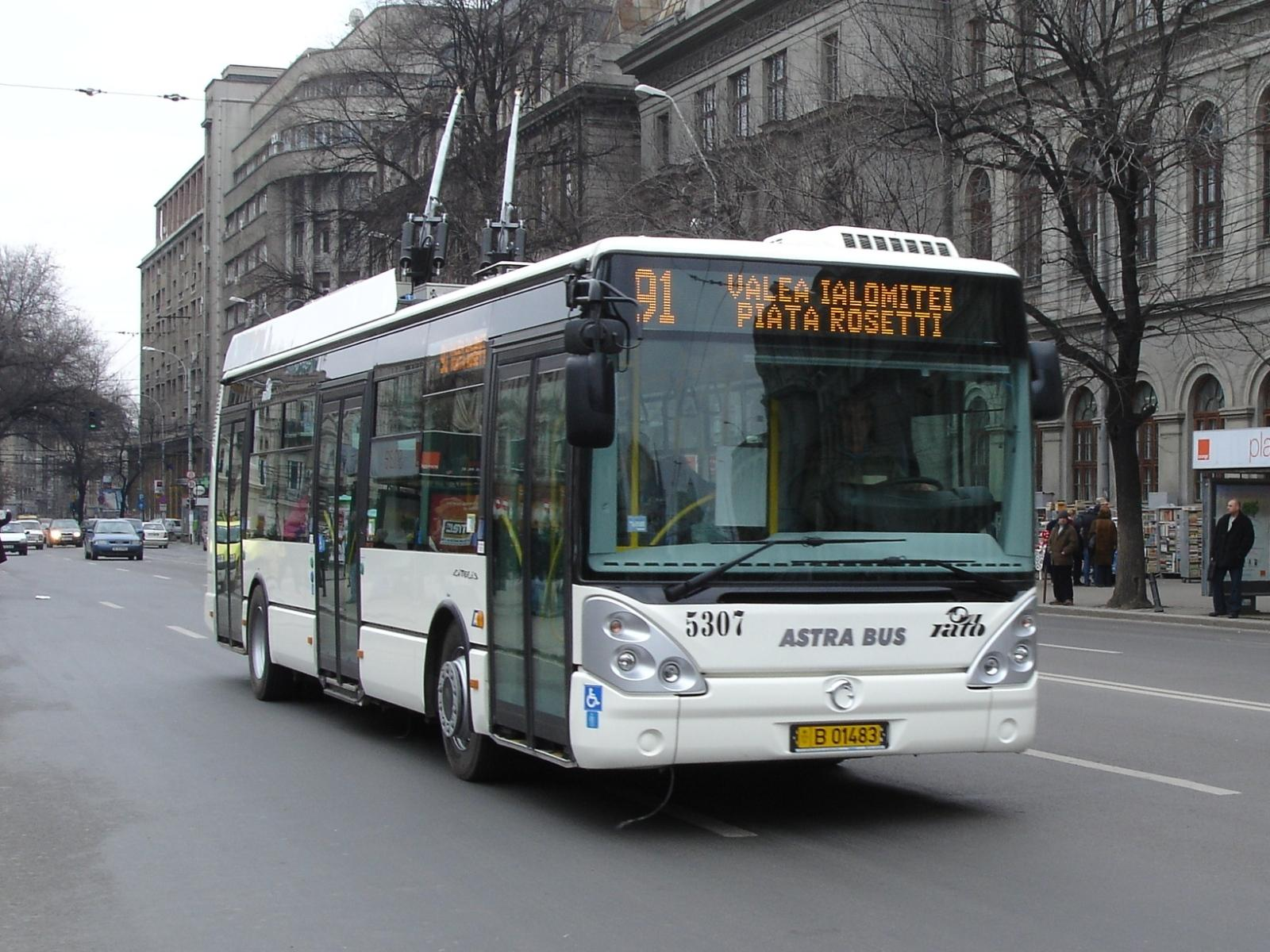
Troleibuz Irisbus-Citelis aparținând Depoului Bujoreni din București, România, 2007

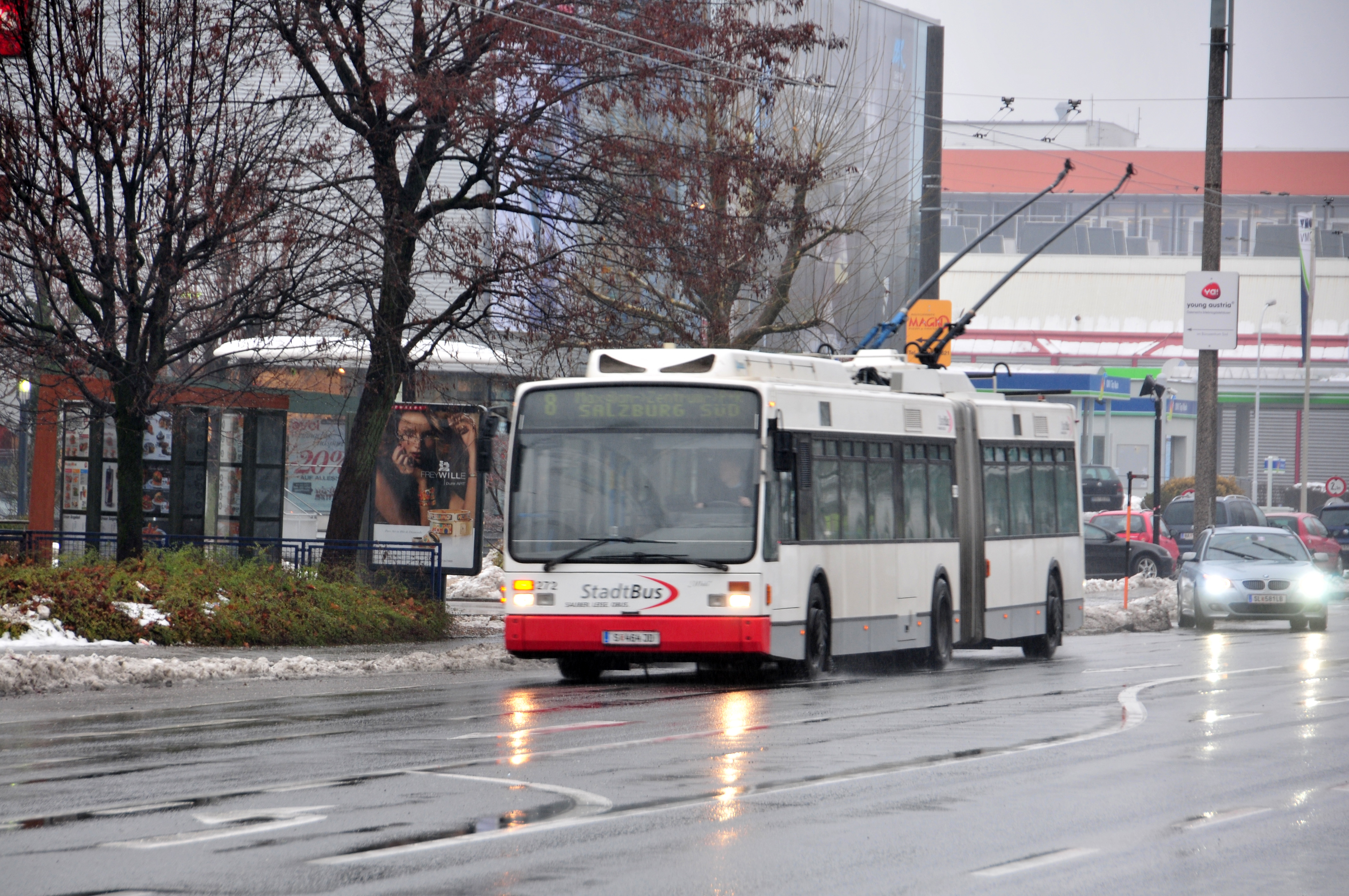
Troleibuz articulat în Salzburg, Austria, 2011

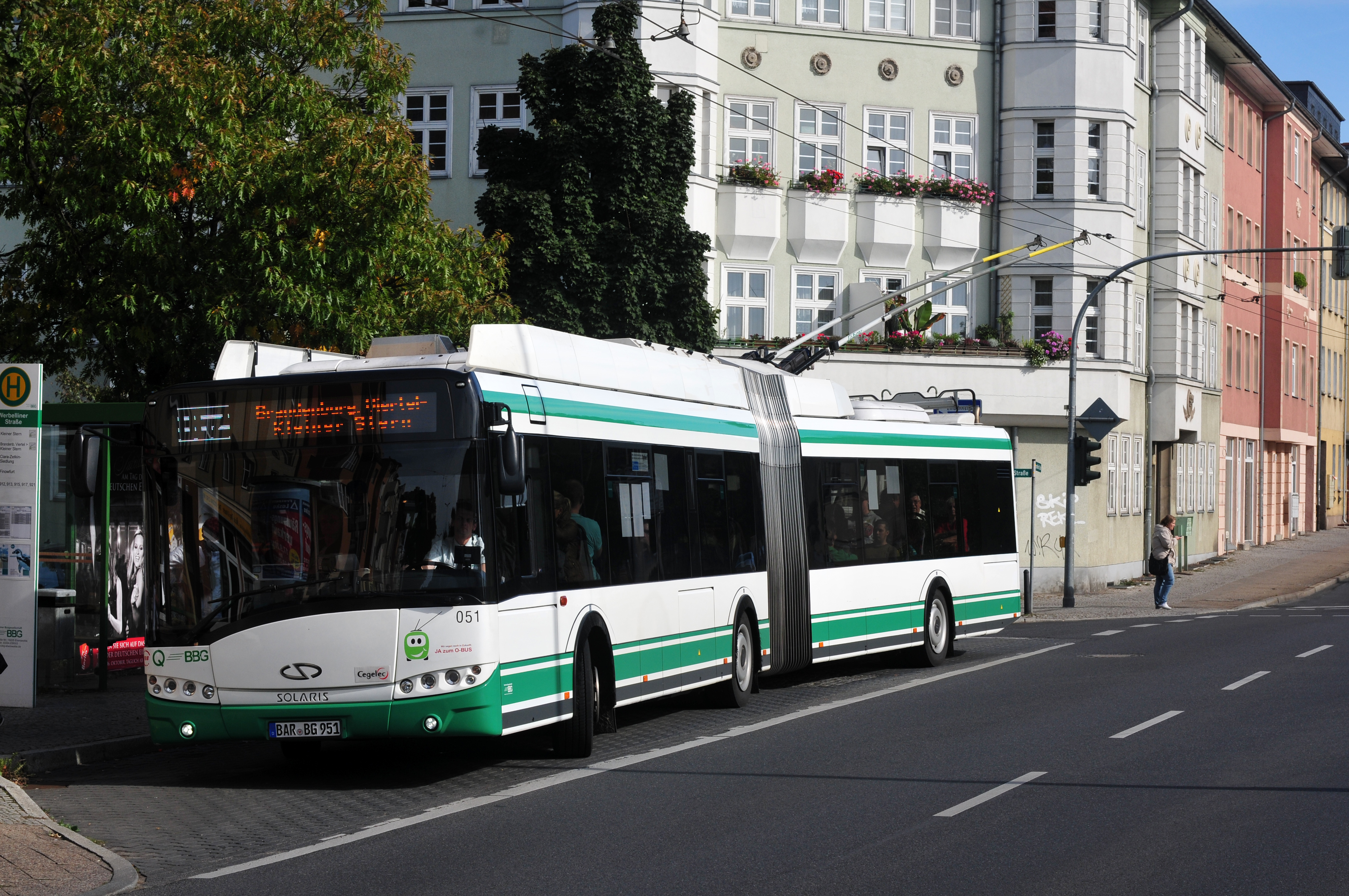
Troleibuz Solaris Trollino 18 în Eberswalde, Germania, 2012

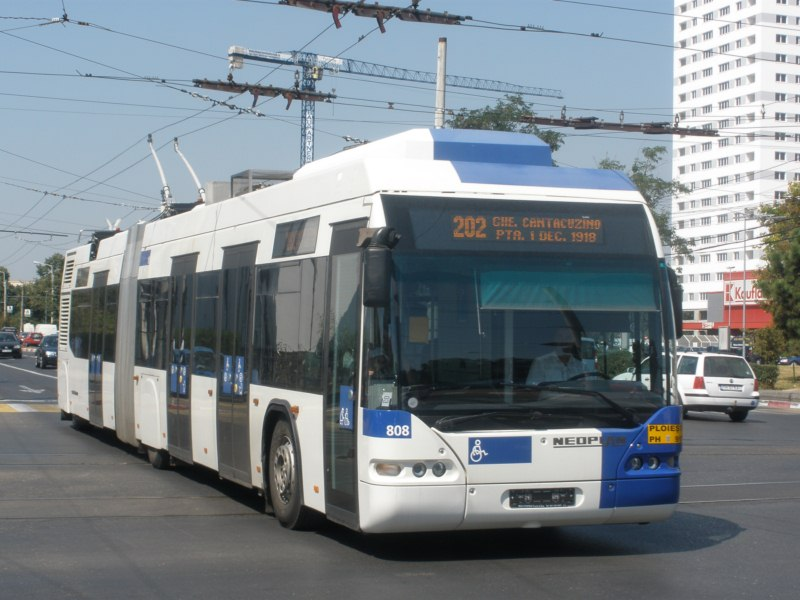
Troleibuz Neoplan cu dublă motorizare (electrică și diesel) la Ploiești, România, 2010

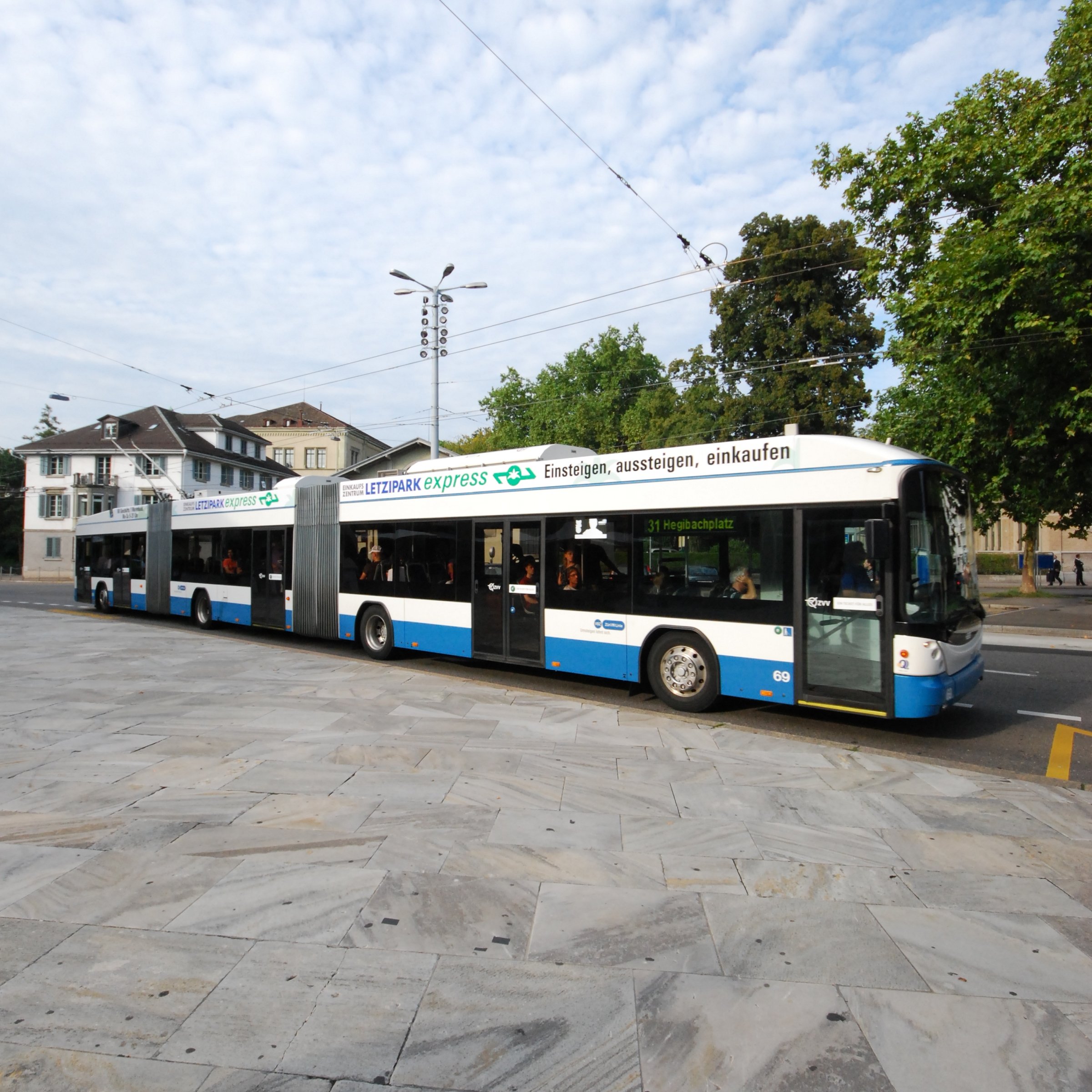
Troleibuz dublu-articulat pe linia 31 din Zürich, Elveția, 2009

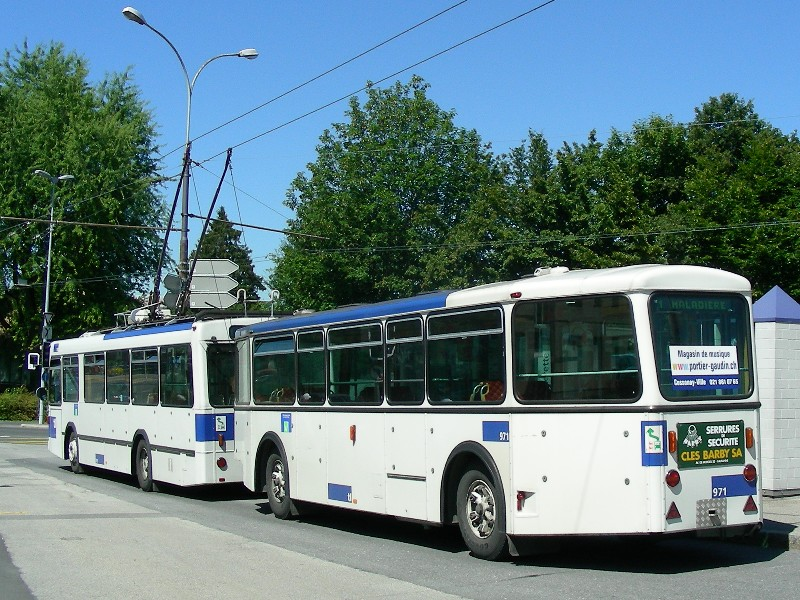
Troleibuz cu remorcă în Lausanne, Elveția

Costurile unei troleibuz nou sunt semnificativ mai mari decât ale unui autobuz. Astfel, prețul inițial al unui troleibuz este aproximativ două ori mai mare decât al unui autobuz Diesel comparabil. Acest lucru este în mare măsură datorat volumului redus în care se produc troleibuzele în Uniunea Europeană („Because of the low volumes in which Trolleybuses have been produced for EU markets, Trolleybuses currently tend to cost around twice the price of equivalent diesel buses. In larger volumes, Trolleybus costs should tend towards parity with diesel”).
La troleibuzele solo raportul este mai mare decât la cele articulate (cu burduf), costurile dotării electrice fiind în mare măsură aceleași la ambele (cu excepția motorului, care trebuie să fie mai puternic la troleibuzele lungi, articulate). De ex. la Landskrona, Suedia, în urma studiului realizat anterior introducerii troleibuzelor a rezultat că un troleibuz solo este de 2,4 ori mai scump decât un autobuz solo. În Winterthur, Elveția s-a determinat chiar un factor de 3,0. La costul de achiziție se adaugă dificultățile rezultate din numărul de bucăți redus al comenzilor - deseori este vorba de modele speciale, în conformitate cu cerințele tipice fiecărei companii de transport.
Prețurile variază puternic, funcție de dotări, perioada de exploatare dorită și țara în care sunt produse. Plaja de prețuri începe la 400.000 € pentru un troleibuz articulat și merge până la 800.000 €. Orașul Salzburg a achiziționat troleibuze articulate cu 550.000 €, din care 50.000 € au fost pentru motorul auxiliar (cu care troleibuzul poate funcționa pe distanțe scurte și fără rețea de contact). În St. Gallen (Elveția) costurile anunțate au fost chiar de 1,2 milioane de franci elvețieni franc elvețian în 2007, adică 800.000 €. În Eberswalde, Germania troleibuzele Solaris Trollino 18 au costat circa 800.000 €, pe când autobuzele Solaris Bus & Coach cu motor Diesel varianta Solaris Urbino 18 au costat numai 240.000 €.
În Europa de Est și în spațiul ex-sovietic întâlnim însă și costuri semnificativ mai reduse ale unui troleibuz. Costul final al unui troleibuz solo asamblat la Chișinău, în cadrul „Regiei de Transport Electric", pe baza caroseriei complet furnizate de către uzina „Belcommunmash" din orașul Minsk, Belarus, este de 152 mii Euro. De asemenea la licitația pentru troleibuze cu aceleași caracteristici organizată de orașul Bălți, (Republica Moldova), au rezultat următoarele prețuri:
| producător           | țara           | preț unitar în EURO |
| -------------------- | -------------- | ------------------- |
| Belcommunmash        | Belarus        | 0159.400            |
| Youngman             | China          | 0164.500            |
| City Transport Group | Ucraina        | 0170.400            |
| Trolza-Market        | Federația Rusă | 0175.000            |

București
La licitația din anul 2006 pentru 100 de noi troleibuze pentru RATB au existat două oferte, de 92.003.600 de lei (Astra Bus SRL, România) și 121.381.765 de lei (Solaris Bus, Polonia), iar RATB estimase un preț total de 96.000.000 lei (toate prețurile nete, fără TVA). La un curs de schimb de circa 3,50 lei pentru 1 €, rezultă prețuri unitare de 257.000 € pentru Astra Bus și 347.000 € pentru Solaris. Troleibuzele sunt solo (capacitate 104 locuri), cu podea coborâtă, aer condiționat pentru șofer și rampe pentru persoanele cu dizabilități. Au fost livrate până în 2008. Pentru comparație, cu un an înainte fuseseră achiziționate și 500 de autobuze Mercedes Citaro (Autobuze în București), prețul unitar fiind de 188.000 €. Dotările tehnice au fost asemănătoare cu cele ale troleibuzelor Astra. Ulterior, în 2007, au mai fost cumpărate 500 de autobuze Mercedes Citaro 2, de această dată cu aer condiționat. Tot în 2007 Consiliul General al Municipiului București a aprobat și achiziția a 150 de noi troleibuze solo cu podea coborâtă, aer condiționat pentru șofer și rampe pentru persoanele cu dizabilități. Bugetul aprobat era de 60 de milioane de euro - ceea ce înseamnă un cost estimat de 400.000 € pe unitate. Până în 2010 nu fusese achiziționat însă nici un troleibuz din lipsă de fonduri. În 2012 a fost lansată o licitație pentru 5 noi troleibuze solo cu podea coborâtă, la un preț estimat total de 1.675.000 €, fără TVA. Rezultă că o unitate a fost estimată înainte de licitație la 335.000,00 €, fără TVA.
Galați
Din toamna anului 2017, în Galați au intrat pe trasee 17 troleibuze Skoda Solaris 26Tr de fabricație ceho-poloneză. Aceste troleibuze s-au adăugat celor 10 MAZ 203T Eton de fabricație bielorusă și celor trei Astra-Ikarus de fabricație româno-maghiară care ulterior au fost retrase din circulație. Între 2003 și 2008, Galațiul a avut funcționale doar acele trei troleibuze Astra-Ikarus care circulau alternativ fie doar pe traseul 104 fie doar pe traseul 102, evident intercalate cu autobuze și minibuze. La licitația organizată de Primăria Municipiului Galați în anul 2015, singurul ofertant a fost Skoda cu varianta lor de troleibuz de 12m. 
Cluj-Napoca
În 2011 la Cluj-Napoca a fost demarat un program de convertire a 20 de autobuze în troleibuze. Conform autorităților locale, "prețul unui troleibuz transformat este cu 50% mai mic decât prețul unuia nou, 230.000 €, față de 460.000 €". Troleibuzele cu articulație din Cluj-Napoca au o capacitate de 149 de locuri. "Costul pe kilometru la transportul cu autobuzul este de 1,30 lei/ călător, iar la troleibuz scade la 0,75 de lei/ călător".
În 2013 au fost achiziționate 10 troleibuze articulate noi, dotate cu camere de luat vederi, aer condiționat și computer de bord, precum și cu rampă pentru persoanele cu dizabilități, iar valoarea fiecăruia se apropie de două milioane de lei - circa 450.000 €. Consumul de electricitate este redus cu 40% față de modelele anterioare. Troleibuzele sunt de fabricație franceză și sunt asamblate la Astra Arad. Durata de funcționare este prevăzută a fi de 15 ani.
Tabelul următor centralizează datele disponibile despre achizițiile de troleibuze din București, Galați și Cluj-Napoca. Toate troleibuzele din tabel dispun de computer de bord, capabil să analizeze erorile și defecțiunile și să le raporteze electronic.
| Nr. | Anul licitației | Localitatea | Producător            | Țara          | Preț unitar | Număr de | Nr. de unități | Aer condi-ționat | Podea coborâtă | Recup. energie | Motor auxiliar | Observații                |
| --- | --------------- | ----------- | --------------------- | ------------- | ----------- | -------- | -------------- | ---------------- | -------------- | -------------- | -------------- | ------------------------- |
| 1   | 2006            | București   | (estimare autorități) | -             | 0275.000€   | ca. 100  | 0              | DA               | DA             | NU             | NU             |                           |
| 2   | 2006            | București   | Astra Bus             | România       | 0257.000€   | 104      | 100            | NU               | DA             | DA             | NU             |                           |
| 3   | 2006            | București   | Solaris Bus           | Polonia       | 0347.000€   | 104      | 0              | DA               | DA             | NU             | NU             |                           |
| 4   | 2007            | București   | (estimare autorități) | -             | 0400.000€   | ca. 100  | 0              | DA               | DA             | NU             | NU             |                           |
| 5   | 2017            | Galați      | (estimare autorități) | Cehia-Polonia | 0327.000€   | ca. 100  | 17             | DA               | DA             | DA             | NU             |                           |
| 6   | 2008            | Galați      | (estimare autorități) | Belarus       | 0? €        | ca. 100  | 10             | NU               | DA             | NU             | NU             |                           |
| 7   | 2011            | Cluj-Napoca | Astra Bus*            | România       | 0230.000 €  | 149      | 15             | DA               | DA             | DA             | NU             | *transformare din autobuz |
| 8   | 2013            | Cluj-Napoca | Astra Bus             | România       | 0450.000 €  | 149      | 10             | DA               | DA             | DA             | NU             |                           |
| 9   | 2008            | Timișoara   | Škoda                 | Cehia         | 0 350.000 € | 104      | 24             | DA               | DA             | DA             | DA             | Platforma Irisbus         |

Un caz aparte îl reprezintă troleibuzele MAN Neoplan N6121, care circulă începând cu anul 2010 în Ploiești. Acestea au fost realizate inițial printr-o colaborare dintre producătorul de autobuze MAN SE și compania de transport public TP din Lausanne, Elveția. Prețul de achiziție a fost de 1.500.000 franci elvețieni, aproximativ 1.000.000 € pentru o unitate. Au fost produse 28 de unități, care au intrat în exploatare din 2001 în Lausanne. După ce două dintre ele au luat foc în anul 2005, TP nu a dorit să le mai folosească și le-a dat înapoi producătorului în schimbul unei reduceri de preț la cumpărarea altora noi. După ce au stat nefolosite câțiva ani, au fost cumpărate cu 150.000 € în 2010 de către RATP (Regia Autonomă de Transport Ploiești). Achiziția a fost controversată, tocmai datorită pericolului de incendiu, date fiind cele două cazuri din Lausanne. Au fost plătite 24 de unități, iar alte 2 unități au fost primite gratuit pentru a servi ca piese de schimb (fiind o serie limitată, alte piese de schimb vor fi foarte dificil de obținut).
Cu un preț de 1.000.000 €, Neoplan N6121 este unul dintre cele mai scumpe troleibuze produse până acum. Prețul este justificat de un număr mare de dotări, aproape toate dotările existente la nivelul anului 2000-2001 - cu excepția aerului condiționat, care a fost adăugat în anul 2010 la București, înainte de a fi livrate la Ploiești. Troleibuzul dispune de 127 de locuri (dintre care 37 pe scaune), este articulat și are dublă motorizare completă: în afara motorizării electrice, are un motor diesel, cu care poate circula fără nici un fel de restricții și pe distanță lungă. Troleele sunt coborâte automatizat, ceea ce permite continuare pur și simplu a călătoriei cu motorul diesel atunci când trebuie făcut un ocol, rețeaua aeriană lipsește sau este în reparație. Coborârea troleelor se poate face și în mers, iar motorul diesel cuplează automat în momentul în care alimentarea electrică este întreruptă. Există însă și troleibuze mai scumpe. În anul 2011 VBZ (compania de transport public din Zürich, Elveția) a achiziționat (încă) 12 troleibuze dublu-articulate Lightram3 produse de firma Hess. Prețul total al achiziției a fost de 20,5 milioane de franci elvețieni, ceea ce corespunde unui preț unitar de aproximativ 1.360.000 €.
Troleibuze la mâna a doua
Datorită parametrilor tehnici foarte diferiți în cadrul diferitelor rețele - respectiv: puterea motoarelor, polaritatea, modul de acționare a macazurilor, refolosirea energiei de frânare - vehiculele nu pot fi întotdeauna mutate în alte rețele. Ca atare piața troleibuzelor la mâna a doua este una foarte limitată. Deseori vehiculele scoase din uz sunt pur și simplu nevandabile; dacă totuși se găsește un cumpărător, atunci de regulă prețul obținut este extrem de mic. În aceste condiții unele societăți de transport din Europa de Vest au dat gratuit vehiculele de care nu mai aveau nevoie (sau la un preț simbolic) unor orașe din Europa de Est, mai ales din România și Bulgaria.

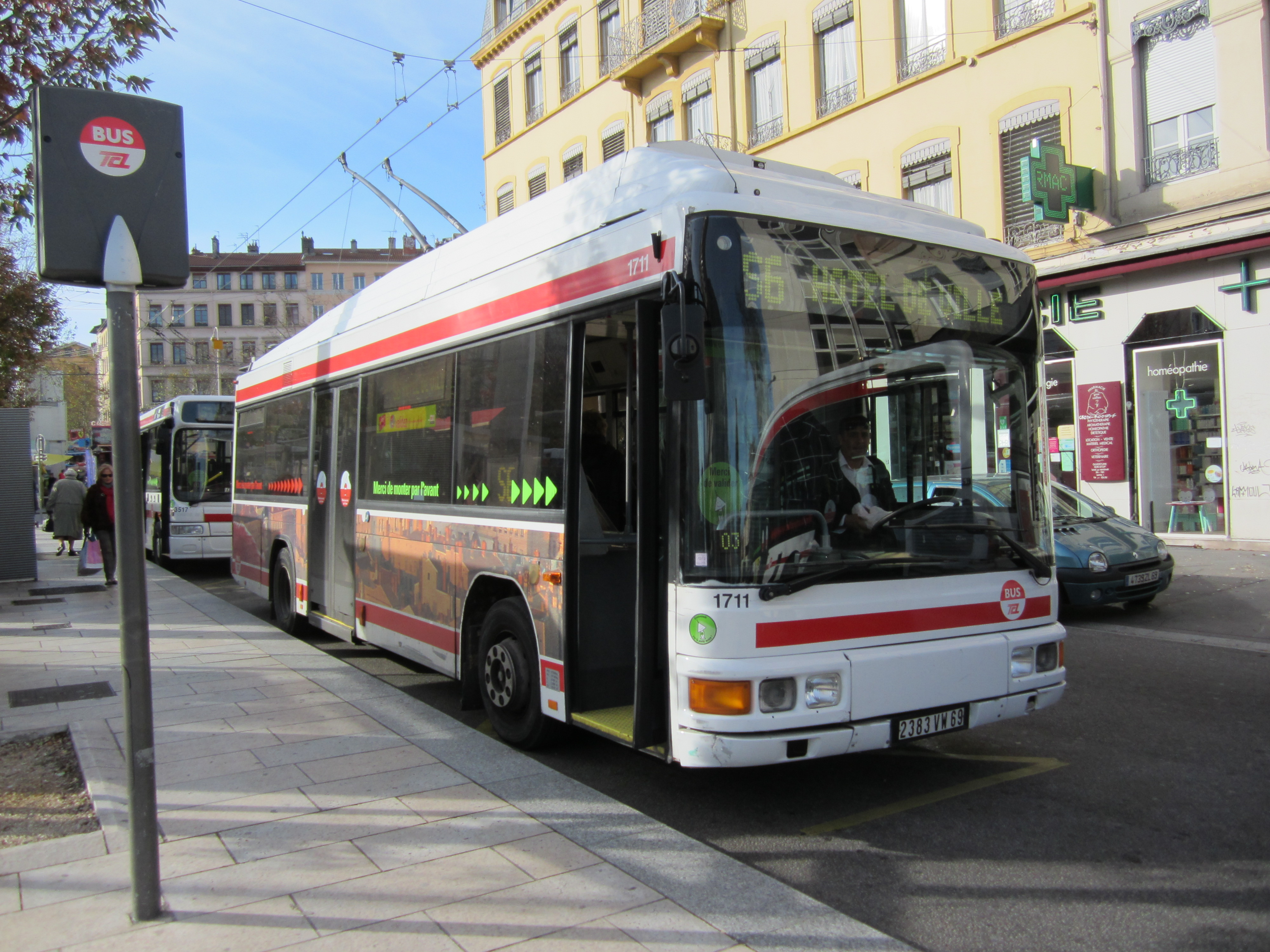
Troleibuzele Midi din Lyon, Franța de 9,60 metri lungime sunt realizate la comandă specială
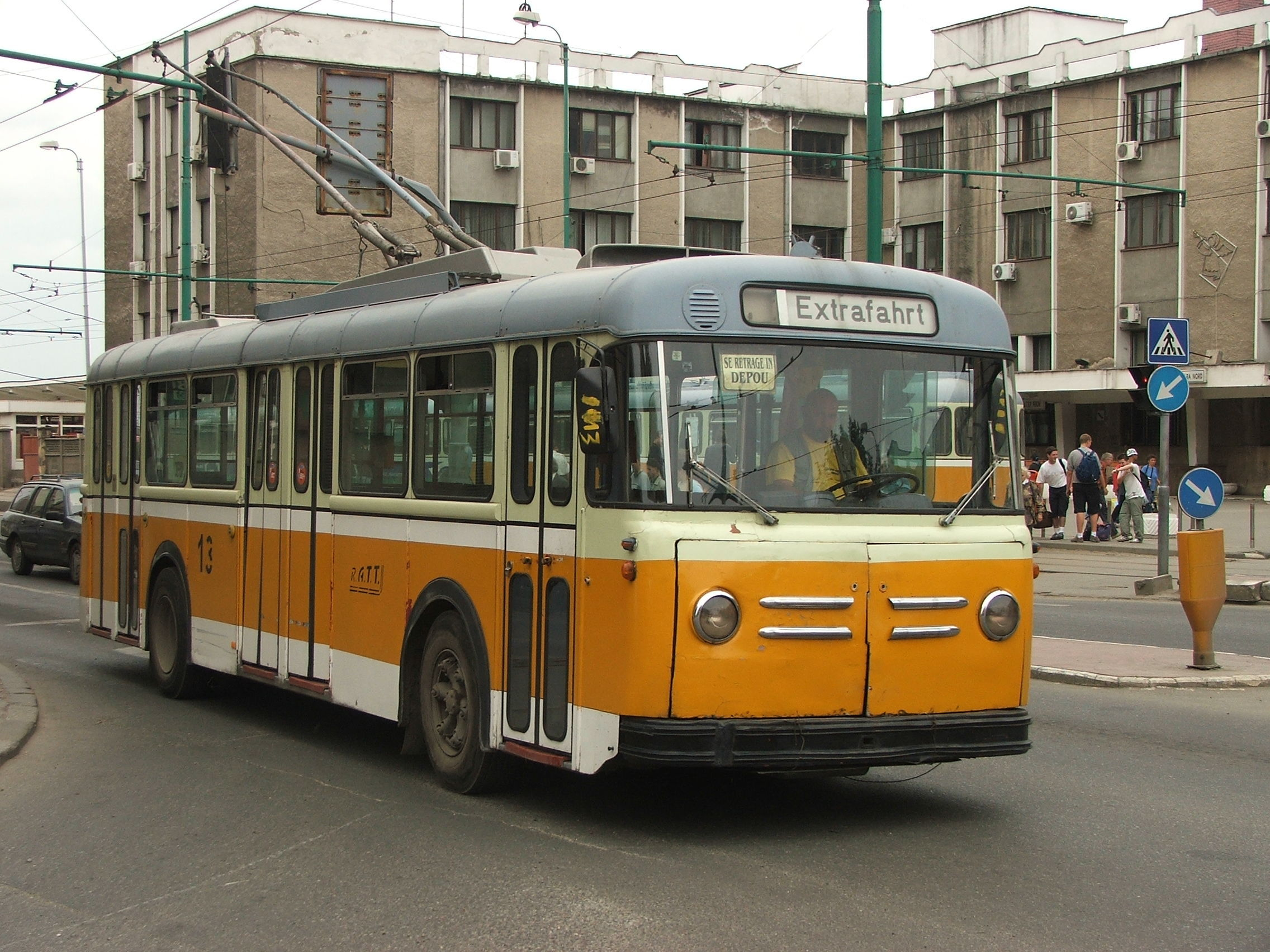
Troleibuz Sauer, care a servit 37 de ani la Winterthur, Elveția, iar ulterior a ajuns la RATT Timișoara, România
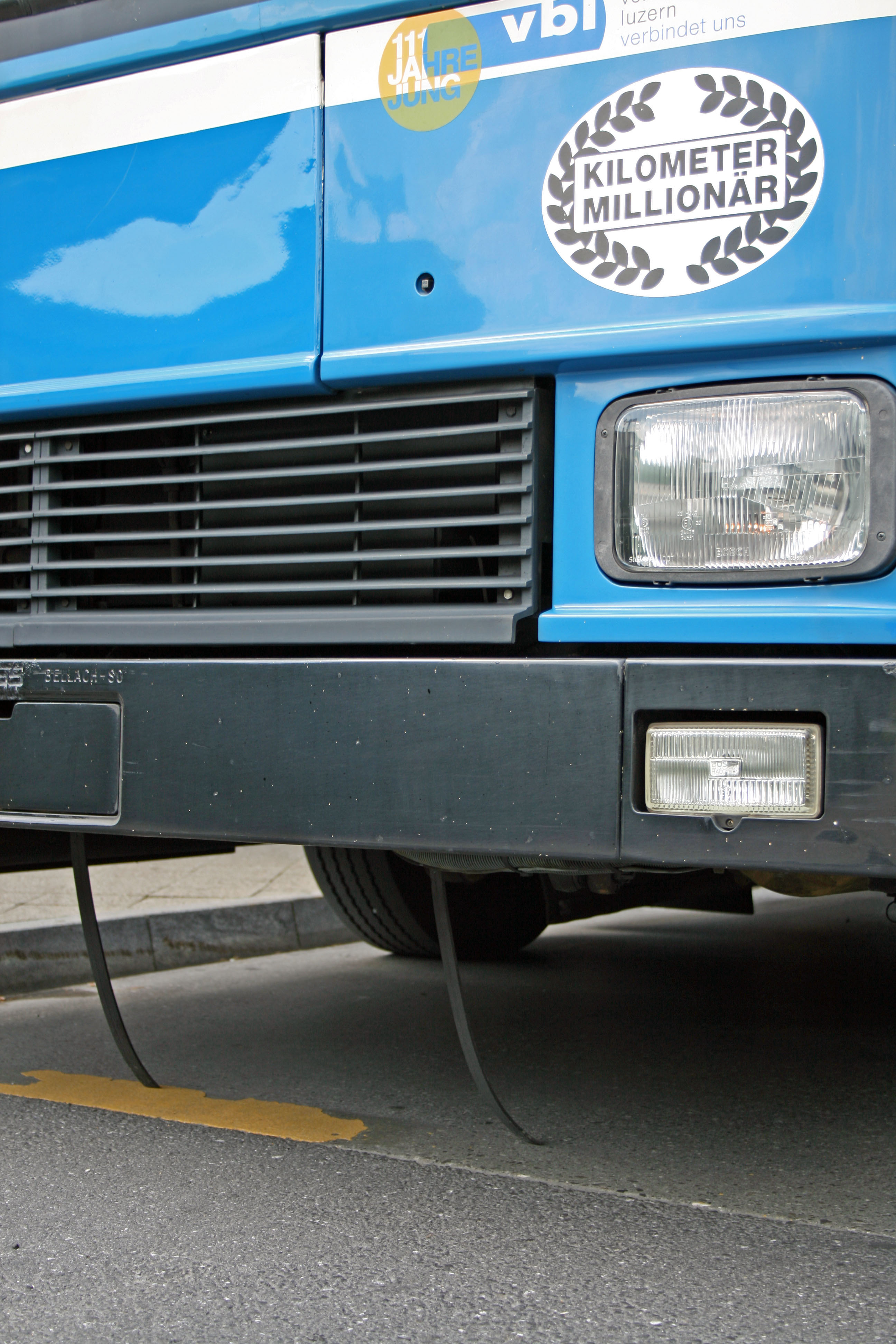
Un ”milionar” în kilometri din Lucerna, Elveția
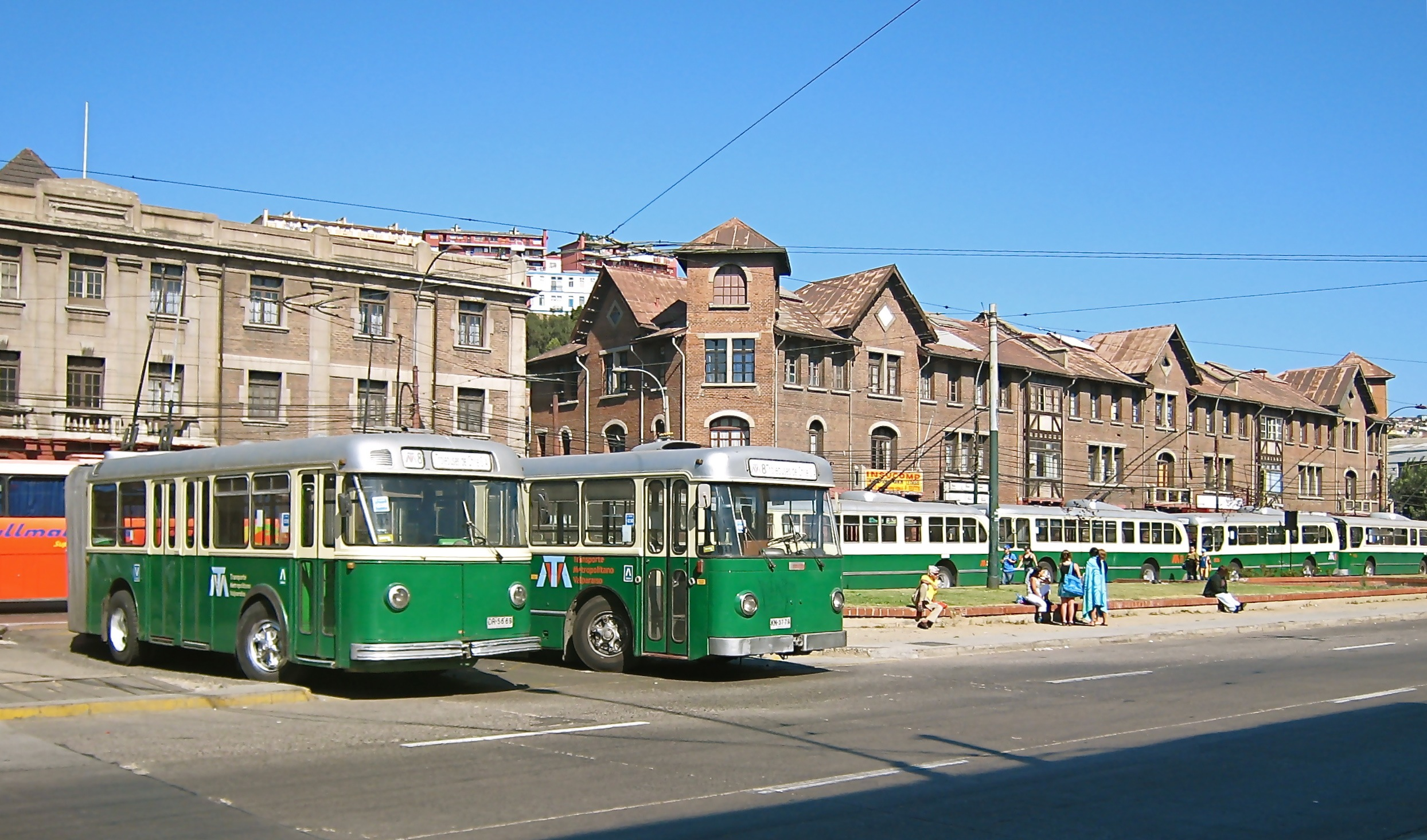
Valparaíso, Chile: Vehicul cu viață lungă

### Durata de funcționare
În compensarea costurilor mari de producție este durata de funcționare. Aceasta este semnificativ mai mare decât la un autobuz diesel. Cauza principală este uzura mult redusă a sistemului de acționare. Astfel autobuzele diesel sunt scoase din uz după 10-15 ani, pe când troleibuzele au o durată de funcționare normală de 15-20 de ani. Deseori însă troleibuzele rămân în serviciu chiar și 30 de ani sau mai mult, fiind atinse kilometraje de peste 1.000.000 de kilometri. Foarte interesant este în această privință troleibuzul din Valparaíso, Chile. Acolo sunt exploatate și astăzi troleibuze din anii 1940. De remarcat și cele mai vechi troleibuze din capitala Coreei de Nord, Phenian, acestea având peste 2,5 milioane de kilometri parcurși.
În unele cazuri componentele electrice ale troleibuzelor mai vechi au fost preluate și utilizate în vehiculele din generațiile noi, așa de pildă la troleibuzul din Wellington, capitala Noii Zeelande, unde ultima generație a primit componente electrice vechi de 25 de ani.

### Costurile investiției în infrastructura specifică
Investițiile în rețeaua aeriană depind de condițiile topografice și constructive ale orașelor. Cele mai ieftine sunt rețelele construite în zone drepte cu construcții apropiate de calea de rulare, unde stâlpii de susținere nu mai sunt necesari, linia de contact fiind susținută de prinderi în pereții clădirilor. Cele mai scumpe zone sunt cele curbate și cele aflate în afara zonelor construite, în afara localităților. În condiții normale, stâlpii rețelei de iluminat public pot fi utilizați ca suport pentru linia de contact, dar există și situații în care este necesară montarea altora. Un alt factor de care depind costurile este lungimea liniilor de alimentare - nu întotdeauna sub-stațiile de alimentare cu energie electrică pot fi amplasate acolo unde ar fi optim din punct de vedere electric. Costurile infrastructurii pentru troleibuze, la standardele actuale din Europa de vest, se amortizează în 20-22 de ani. În contabilitatea din Elveția costurile de realizare a infrastructurii se distribuie liniar pe 25 de ani. În România pentru construcțiile de tip ”Rețele electrice de contact pentru tracțiune electrică, pentru linii de tramvaie și troleibuze” durata normală de funcționare este de 20-30 de ani, conform ”CATALOGULUI PRIVIND CLASIFICAREA ȘI DURATELE NORMALE DE FUNCȚIONARE A MIJLOACELOR FIXE”, catalog cu caracter obligatoriu în contabilitate. În realitate însă o rețea de calitate are o durată de viață destul de îndelungată, de 40-50 de ani.
Un avantaj important rezultă în comparația cu tramvaiele. Astfel valoarea investiției inițiale într-o linie de troleibuz reprezintă numai 10-15% din valoarea investiției într-o linie de tramvai pe aceeași rută. Acest avantaj a dus la o extindere masivă a troleibuzelor în perioada celui de-Al Doilea Război Mondial, prin înlocuirea liniilor de tramvai cu linii de troleibuz. O linie de troleibuz bombardată era mult mai ușor de refăcut decât una de tramvai.
Sumele necesare operațiilor principale de instalare a unui sistem de transport pentru troleibuze sunt centralizate în tabelul de mai jos. Sumele se referă la costurile obișnuite în Europa de vest, mai ales în Elveția. Valorile sunt orientative, doar pentru evidențierea ordinului de mărime. Circa două treimi reprezintă costuri cu manopera și o treime costurile materialelor. Simplificat se poate considera că un kilometru de linie nouă dublă costă 700.000 - 1.000.000 de euro. Extinderea cu 5,1 kilometri a rețelei de troleibuz în Baia Mare până în cartierul Vasile Alecsandri, proiect care se derulează în perioada 2012-2014 cu cofinanțare europeană prin Programul Operațional Regional, costă 17,9 milioane de lei (aproximativ 4,3 milioane de euro), adică un cost pe kilometru de 840.000 €.
| linie de contact aeriană dublă           | 210.000 € |
| intersecție                              | 020.700 € |
| macaz de separare (acționat electric)    | 055.000 € |
| macaz de unificare (mecanic)             | 020.100 € |
| separator de segment                     | 014.800 € |
| punct de alimentare cu energie electrică | 06.400 €  |
| stâlp de susținere                       | 03.500 €  |
| cap de linie                             | 430.000 € |

### Costurile de exploatare

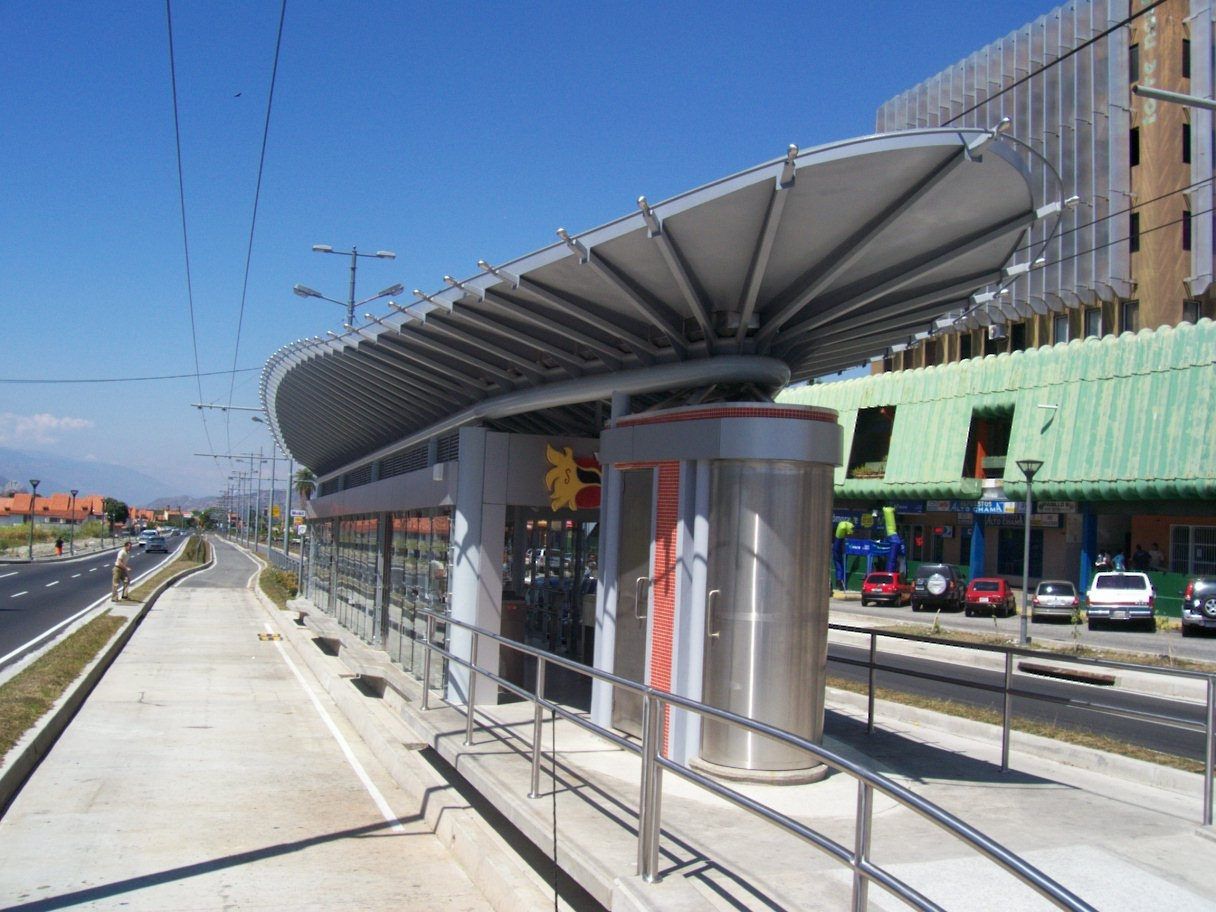
Statia de troleibuz Alto Chama din Merida, Venezuela. În Venezuela costul motorinei este de 5 dolar-cenți pe litru.

Deosebim următoarele tipuri de costuri de exploatare: 1. costul energiei / combustibilului consumat, 2. costul cu manopera directă (salariile șoferilor, controlorilor, ale celor care organizează cursele, etc.), 3. costurile reparațiilor și întreținerii vehiculelor și ale rețelei de contact, 4. costurile cu manopera aferentă reparațiilor și întreținerii.
Fiecare dintre aceste costuri diferă de la o țară la alta, de aceea există diferențe semnificative, care pot influența decizia de a introduce sau nu troleibuze ca mijloc de transport într-un oraș. Costurile au variat de asemenea de-a lungul timpului. Astfel, dacă ne referim la costul energiei / combustibilului consumat au existat perioade în care combustibilii fosili (motorina) au avut prețuri foarte mici, de aceea autobuzele au fost preferate și în multe orașe din Europa au fost desființate troleibuzele. Pe măsura dezvoltării surselor de energie electrică regenerabile și epuizării combustibilului fosil acest trend se va inversa. Pe de altă parte, dinamica prețului motorinei este diferită și de la o țară la alta. Astfel în Venezuela prețul motorinei este derizoriu, mai mic decât al apei minerale, de circa 5 dolar-cenți / litru. Totuși în orașul venezuelan Barquisimeto s-a decis în 2006 introducerea unei primii linii de troleibuze. De asemenea troleibuze circulă și în orașele venezuelane Merida și Caracas.
Costul cu manopera directă și cu manopera necesară întreținerii joacă un rol cu atât mai important, cu cât salariile sunt mai mari. În comparație cu autobuzele, exploatarea troleibuzelor necesită o cantitate mai mare de manoperă. Acest lucru se datorează, pe de o parte, necesității existenței unei echipe permanente de intervenție în caz de avarie a rețelei de contact și, pe de altă parte, existenței rețelei de alimentare electrică, în primul rând a substațiilor de tracțiune, care necesită întreținere, inspecții periodice și înnoirea pieselor. În țările cu salarii mari, costurile suplimentare ale manoperei nu pot fi compensate de economia făcută la combustibili. Se adaugă în defavoarea troleibuzelor mașinile speciale turn pe care le folosesc echipele de întreținere și piesele de schimb necesare substațiilor de tracțiune.
În țările din vestul Europei este relativ unanim acceptată ideea, că exploatarea troleibuzelor este mai scumpă decât exploatarea autobuzelor. De exemplu în Lucerna, Elveția a fost determinat un cost de 3,94 CHF (franci elvețieni) pe km, față de numai 3,04 CHF la un autobuz echivalent. În plus se adaugă faptul că reparațiile și inspecțiile tehnice nu se pot face decât strict în atelierele proprii al regiilor de transport, unde costurile sunt greu de controlat și nu există comparația cu ateliere private. Alte elemente de cost suplimentar sunt întreținerea troleelor (captatoarelor), inclusiv schimbarea patinelor, plus dezghețarea firului de contact pe timp de iarnă. Per ansamblu în Europa de Vest se consideră că exploatarea troleibuzelor implică un cost cu 50 - 100% mai mare decât la autobuze.
Acolo unde costurile manoperei (salariile) sunt mici, de exemplu în țări precum Republica Moldova sau Ucraina, economia făcută prin folosirea curentului electric în locul motorinei este semnificativ mai mare decât costurile generate de personalul suplimentar. Și în România, mai ales dacă se folosește și tehnologia recuperării energiei de frânare, se ajunge în ansamblu la un cost de exploatare inferior la troleibuze. La Cluj-Napoca a fost calculat în 2010 un cost de exploatare la transportul cu autobuzul de 1,30 lei/ călător, iar la troleibuz de 0,75 de lei/ călător.
Un studiu al societății de transport în comun din Innsbruck, Austria, referitor la activitatea din anul 2003 și care nu a ținut cont de manoperă, evidențiază următoarele costuri (valorile sunt pentru un kilometru parcurs efectiv de fiecare tip de vehicule):
|                                           | autobuz diesel articulat | troleibuz articulat | diferență                   |
| ----------------------------------------- | ------------------------ | ------------------- | --------------------------- |
| Întreținere vehicule                      | 0,70 €                   | 0,52 €              | - 35 %                      |
| Întreținere rețea de contact și substații | -                        | 0,16 €              | nu este posibilă comparația |
| Carburant / energie                       | 0,30 €                   | 0,19 €              | – 37 %                      |
| TOTAL                                     | 1,00 €                   | 0,87 €              | - 28 %                      |

Alți factori de cost în exploatare: Greutatea (masa) troleibuzelor fiind mai mare și ca urmare a accelerării mai puternice la plecarea de pe loc, întreținerea suprafeței de rulare (a asfaltului) este mai scumpă la troleibuze. Acest aspect se evidențiază mai ales în stații și la semafoarele de pe traseul troleibuzelor, fiind necesare mixturi asfaltice mai scumpe pentru prevenirea apariției unor denivelări supărătoare. Nu în ultimul rând, firele de contact au nevoie de un anumit spațiu liber (lipsă vegetație sau alte obiecte), din motive de siguranță. Vegetația trebuie tăiată în mod regulat. Conform STAS-urilor germane DIN VDE 0105, respectiv DIN EN 50110 (Utilizarea aparatelor electrice), la rețeaua de contact cu o tensiune de 600 sau 750 volți trebuie păstrată o distanță minimă de un metru. Ar mai fi și costurile instruirii de specialitate (mai ales pentru șoferi), dar în practică s-a dovedit că acestea sunt neglijabile în raport cu restul cheltuielilor de exploatare.

### Confortul și simpatia pasagerilor

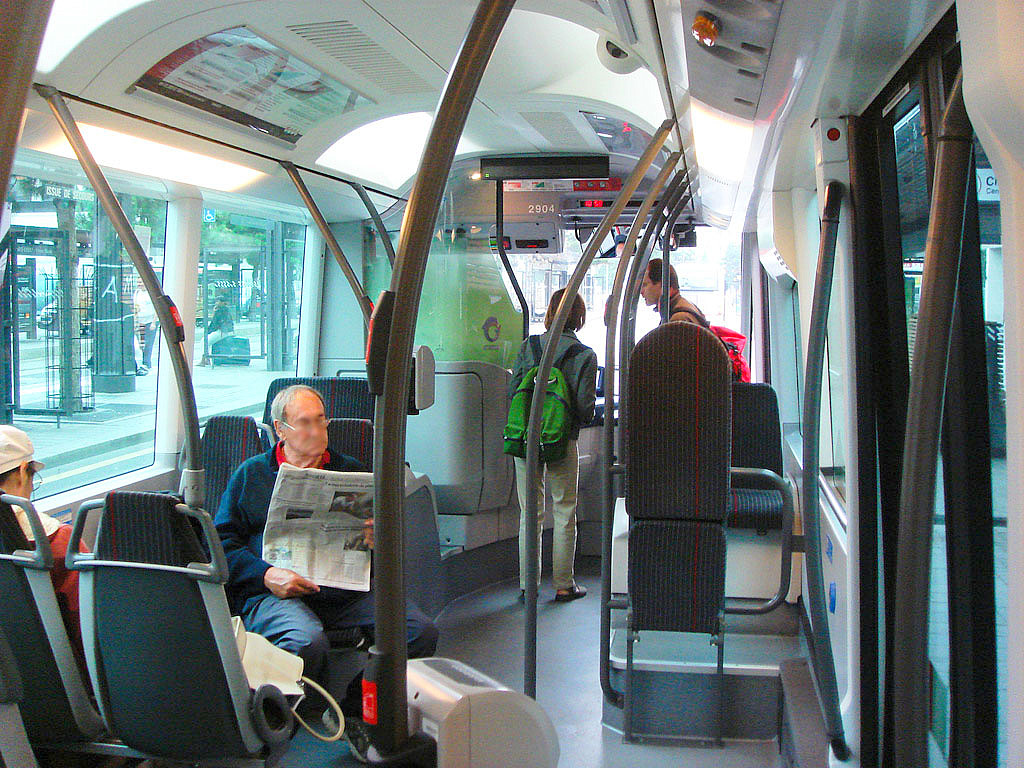
Mulți călători apreciază mersul liniștit al unui troleibuz, de exemplu la Lyon, Franța.

Datorită aspectelor ecologice și a motoarelor mai silențioase este de așteptat ca un număr mai mare de cetățeni să renunțe la mașina personală în favoarea transportului în comun în situația realizării călătoriei cu troleibuze, în comparație cu situația folosirii de autobuze. Acest fenomen poate fi numit „bonus pro troleibuze” (analog „bonusului pro căi ferate”) sau bonus de simpatie pentru troleibuze. În ce măsură acest bonus există cu adevărat și duce la eficientizarea unei rute, este discutabil. La Lyon, Franța, s-a stabilit, că, atunci când au avut de ales între un troleibuz și un autobuz pe aceeași rută și în condiții similare, pasagerii au preferat troleibuzul în proporție de 60%. În Arnhem, Olanda, numărul pasagerilor pe linia 7 a crescut cu aproximativ 10 procente după anul 1998, când autobuzele au fost înlocuite de troleibuze. În Zürich se pleacă de asemenea de la premisa unei cereri cu 10% mai mare după electrificare. În Landskrona, Suedia, s-a prognozat chiar o creștere cu 25% a numărului de pasageri în perspectiva trecerii la troleibuze, în loc de autobuze. În schimb bonusul de simpatie este evaluat la numai 5% la Salzburg, Austria, iar societățile de transport din Innsbruck, Kapfenberg și Linz (toate din Austria) nu au putut detecta vreo diferență.
Un confort sporit este dat de prezența vizibilă a liniilor de contact: călătorilor le este permanent clar, pe unde circulă troleibuzul și cei care nu cunosc foarte bine zona găsesc mai repede stațiile, mergând de-a lungul firelor. Se vorbește de o prezență permanentă în spațiul public.
Pasagerii mai apreciază lipsa vibrațiilor la troleibuzele moderne, lipsa noxelor la plecarea din stații sau la staționare, ca și accelerația liniară. Datorită liniei de contact, manevrele șoferilor de troleibuz sunt mai line, curbele sunt parcurse cu mai multă grijă. De asemenea unele orașe doresc să transmită un mesaj ecologic prin folosirea troleibuzelor. Există și orașe unde troleibuzul a devenit obiect de patrimoniu cultural. În Chile troleibuzele din Valparaíso (singura rețea din această țară) au fost declarate ca făcând parte din patrimoniul cultural al țării.

## Troleibuze cu etaj

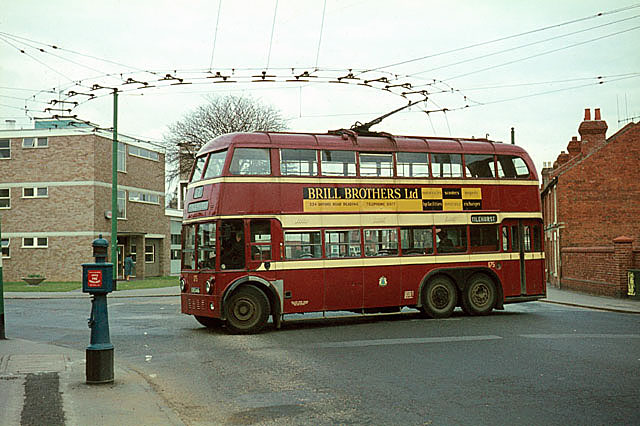
Un troleibuz cu etaj în Reading, Anglia, 1966. În general, cele mai multe troleibuze englezești erau supraetajate, la fel ca autobuzele cu etaj contemporane.

De la sfârșitul anului 1997, niciun troleibuz cu două etaje nu a funcționat nicăieri în lume, dar în trecut, mai mulți producători au fabricat astfel de vehicule. Majoritatea constructorilor de troleibuze cu etaj au fost în Regatul Unit, dar au existat câțiva producători, de obicei solitari, de astfel de troleibuze construite în alte țări, inclusiv în Germania de  Henschel (pentru Hamburg); în Italia de Lancia (pentru Porto, Portugalia); în Rusia, de la uzina de motoare Yaroslavl (pentru Moscova) și în Spania de Maquitrans (pentru Barcelona). Producători britanici de troleibuze supraetajate includeau British United Traction,  Crossley,  Guy,  Leyland, Karrier,  Sunbeam și alții.
În 2001, Citybus (Hong Kong) a transformat un autobuz Dennis Dragon (# 701) într-un troleibuz,  și a fost testat pe o pistă de 300 de metri în Wong Chuk Hang în acel an. Hong Kong a decis să nu construiască o rețea de troleibuze, iar testarea acestui prototip nu a dus la nicio producție suplimentară de vehicule.

## Schiță
|  | 1. Cabluri aeriene 2. Indicator de rută 3. Oglindă retrovizoare 4. Faruri 5. Uși de intrare 6. Roți viratoare 7. Uși de ieșire 8. Roți motoare 9. Elemente decorative 10. Retractoare 11. Frânghie de troleu 12. Sabot de alimentare 13. Trolee 14. Cârlige de susținere a troleelor 15. Baza troleului și carenă 16. Numărul autobuzului |